# Katy Perry
Katheryn Elizabeth Hudson (Santa Bárbara, California, 25 de octubre de 1984), conocida artísticamente como Katy Perry, es una cantante, actriz, modelo, productora discográfica, bailarina, compositora, personalidad de televisión y empresaria estadounidense. Es una de las artistas musicales con mayores ventas, más de 151 millones de unidades vendidas en todo el mundo. Ha dejado una influencia en la música pop gracias a su estilo camp, por lo que Vogue y Rolling Stone la han apodado la «Reina del Camp». Billboard la posicionó en el cuarto lugar de su lista de «Los mejores artistas de canciones pop de todos los tiempos», en el puesto veinticinco de su ranking de «Los artistas pop más grandes del siglo XXI», y en la quinta posición de la lista «Las cantantes más populares y poderosas del siglo XXI».
A los 16 años, Perry lanzó un álbum de música góspel titulado Katy Hudson (2001) bajo el sello Red Hill Records, que no tuvo éxito comercial. A los 17 años, se trasladó a Los Ángeles para incursionar en la música secular, adoptando posteriormente el nombre artístico de Katy Perry, basado en el apellido de soltera de su madre. Aunque grabó un álbum con Columbia Records, fue desvinculada de la discográfica antes de firmar con Capitol Records. Perry alcanzó la fama con One of the Boys (2008), un álbum de pop rock que incluía su sencillo debut «I kissed a girl» y el sencillo sucesor «Hot n Cold», los cuales llegaron a las posiciones uno y tres, respectivamente, en el Billboard Hot 100 de Estados Unidos.
Su álbum de pop con influencias disco, Teenage Dream (2010), produjo cinco sencillos que alcanzaron el número uno en Estados Unidos: «California Gurls», «Teenage Dream», «Firework», «E.T.» y «Last Friday Night (T.G.I.F.)». Este álbum se convirtió en el único de una cantante femenina en lograrlo. La reedición del disco, titulada Teenage Dream: The Complete Confection (2012), incluyó el sencillo número uno en Estados Unidos: «Part of Me». Su álbum Prism (2013), centrado en el empoderamiento, contó con dos sencillos que también alcanzaron el número uno en Estados Unidos, «Roar» y «Dark Horse». Los videos musicales de ambos lograron que Perry se convirtiera en la primera artista con varios videos que superaron los mil millones de vistas en Vevo y YouTube. Posteriormente, lanzó los álbumes Witness (2017) y Smile (2020), y presentó su residencia de conciertos en Las Vegas, titulada Play (2021-2023). En septiembre de 2024, lanzó su séptimo álbum de estudio, titulado 143.
Perry posee el segundo mayor número de sencillos con certificación de diamante en Estados Unidos para una artista femenina. Ha recibido diversos premios, entre ellos un Billboard Spotlight Award, cuatro récords Guinness, cinco Billboard Music Awards, cinco American Music Awards, un Brit Award, un Juno Award y el Michael Jackson Video Vanguard Award. Fuera del ámbito musical, lanzó un documental autobiográfico titulado Katy Perry: Part of Me en 2012, prestó su voz a Pitufina en la serie de películas Los Pitufos y lanzó su propia línea de zapatos, Katy Perry Collections, en 2017. Perry también ha sido jueza en American Idol desde la decimosexta temporada en 2018 hasta la vigésimo segunda temporada en 2024. La revista Forbes la nombró la música femenina mejor pagada del mundo en 2015 y 2018. Con una fortuna estimada en 340 millones de dólares, es una de las músicas más ricas del mundo.

## Biografía y carrera artística

### 1984–1998: primeros años de vida
Katheryn Elizabeth Hudson nació el 25 de octubre de 1984 en Santa Bárbara, California. Es la segunda hija de los pastores pentecostales Maurice Keith Hudson y Mary Christine Perry, ambos nacidos en 1947. Sus padres son cristianos renacidos, después de haber tenido una «juventud salvaje». Es sobrina del director cinematográfico y productor Frank Perry (1930-1995) por parte de su madre. Tiene un hermano menor llamado David nacido en 1988, que es cantante, y una hermana mayor, Angela, nacida en 1982. Posee ascendencia alemana, inglesa, irlandesa y portuguesa. Durante sus primeros años se mudó constantemente con sus padres mientras predicaban en diferentes iglesias de los Estados Unidos, antes de estabilizarse en Santa Bárbara. Asistió a diversas escuelas cristianas y campamentos, incluyendo la Paradise Valley Christian School en Arizona y la Santa Bárbara Christian School en California. Recuerda que hubo una etapa en la que su familia luchó financieramente, y debido a sus bajos recursos usaban cupones de comida, a la vez comían de los alimentos con que el banco de alimentos proveía a la iglesia de sus padres.
En su infancia y adolescencia, a Perry y a sus hermanos se les prohibió comer cereales Lucky Charms porque la palabra luck hacía que su madre recordara a Lucifer, por otro lado tuvieron que llamar «huevos de ángel» a los huevos «endiablados». Solo escuchaba música evangélica y fue desalentada a escuchar la «música profana». De acuerdo a lo expresado por Perry, fue «criada en un hogar religioso pseudoestricto», y que «no tuvo una infancia», al mismo tiempo sostuvo que descubrió la música popular a través de discos compactos que les prestaban a escondidas sus amigas. Perry no se identifica con ninguna religión, sin embargo, en una ocasión afirmó que «ora todo el tiempo — para el autocontrol, por la humildad». Perry comenzó a cantar practicando con las cintas de casete de su hermana Angela cuando no estaba en casa. Ensayaba las canciones con sus padres, quienes le sugirieron tomar clases de canto. Oficialmente comenzó a entrenar a los nueve años  y fue incorporada al ministerio de sus padres, cantando en la iglesia desde los nueve a los quince años. A los trece, recibió su primera guitarra como regalo de cumpleaños, y públicamente cantó los temas que ya había compuesto. Trató de «ser un poco como la típica niña californiana» mientras crecía, así que comenzó a practicar el patinaje, el surf y el monopatín. Su hermano David la describió como un marimacho durante su adolescencia. Asimismo, aprendió a bailar Swing, Lindy Hop y Jitterbug por medio de varios bailarines en un edificio de recreación en Santa Bárbara.

### 1999–2006: dificultades al inicio de su carrera
A los quince años, Perry abandonó la escuela secundaria Dos Pueblos tras realizar un examen general de conocimientos (GED) con el propósito de seguir una carrera musical. Brevemente estudió ópera italiana en la Music Academy of the West en Santa Bárbara. Poco tiempo después su canto llamó la atención de los cantantes de rock Steve Thomas y Jennifer Knapp, quienes la llevaron a Nashville, Tennessee para que mejorara sus habilidades en la composición. En Nashville, comenzó a grabar demos, aprendió a componer canciones y perfeccionó sus destrezas con la guitarra. Después de firmar con Red Hill Records, grabó su álbum de estudio debut a los dieciséis años, un disco de música evangélica titulado Katy Hudson, el cual estuvo disponible para su compra a partir del 6 de marzo de 2001. Perry se embarcó en la gira musical de Phil Joel, The Strangely Normal Tour, para promocionarlo. Sin embargo, fue un fracaso comercialmente, vendiendo un estimado de 200 ejemplares  y en diciembre del mismo año el sello quebró y la artista quedó desempleada.
A los diecisiete años consiguió una reunión con el productor Glen Ballard; el padre de ella la llevó a Los Ángeles a casa de Ballard, en la reunión Perry interpretó una canción con su guitarra y este mostró su interés en trabajar con ella. Perry firmó un contrato discográfico con Ballard, y le ofreció un subsidio mensual de alrededor de $1000 para que Perry se mudara a Los Ángeles. Sus padres permitieron su traslado, aunque con condiciones. Según la misma artista, en ese entonces, gozaba de una vida de lujos; con un carro Jetta alquilado y vivía en Beverly Hills. La artista comenzó a escribir canciones con Ballard, y a su vez sirvió de vocalista para la banda The Matrix, con quien también estaba trabajando en un álbum, pero más tarde el sello Island Def Jam Music Group lo canceló. En 2003, actuó brevemente como Katheryn Perry para evitar confusiones con la actriz Kate Hudson. Más tarde adoptó el nombre artístico Katy Perry, usando el apellido de soltera de su madre. Ballard la llevó a París, Tokio y Hong Kong para que realizara espectáculos en desfiles de moda y clubes, según él, en estos territorios contaba con buenas reacciones por parte del público. Tras regresar a Los Ángeles, se vio afectada económicamente y para tener ingresos decidió comprar y vender ropas en tiendas de segunda mano. Por otro lado llevaba a cabo actuaciones en pequeños clubes que le ayudaron a mejorar sus destrezas vocales, entre ellos el Hotel Café, lugar que le permitió conocer a un mánager, Bradford Cobb, quien se interesó en manejarla. Cobb la llevó a su oficina para que conociera a sus socios, pero sus intentos de lanzar la carrera de Perry no llegaron a realizarse. En ese entonces, los problemas financieros de la cantante aumentaron, ya que el sello algunas veces tardaba en pagarle, y a pesar de ser ayudada por sus mánagers, Perry recibía recargos en sus cuentas y hasta llegó un punto en el que su Jetta alquilado fue embargado. La artista fue despedida del sello y el álbum que estaba escribiendo con Ballard lo desecharon.
Posteriormente en 2004 firmó un contrato con Columbia Records; pero dos años más tarde fue despedida. Antes de quedar desempleada, Jason Flom, un empresario de Virgin Records, notó que Perry podría ser la próxima artista revelación de música pop que la compañía donde trabajaba no había lanzado en varios años. Él también tomó interés en los materiales discográficos de Perry que los otros sellos habían desechado, entre ellos «Waking Up in Vegas» y «Thinking of You». Varios colegas de Flom recuerdan que este entre los últimos meses de 2006, comenzó hacer referencias acerca de esa artista que podría ser un éxito internacionalmente, pero su interés en ella, en ese tiempo, no pasaron de allí. Perry brevemente trabajó en una empresa independiente llamada Taxi Music como A&R.
Perry tuvo un éxito menor antes de su revelación, una de las canciones que había grabado para su álbum con Ballard, «Simple», apareció en la banda sonora de la película The Sisterhood of the Traveling Pants, de 2005. Al mismo tiempo, realizó un respaldo vocal en el tema «Old Habits Die Hard» de Mick Jagger, que ganó el Globo de Oro a la Mejor Canción Original en su edición de 2005. En 2005, grabó los coros del sencillo «Goodbye for Now» de P.O.D. y posteriormente presentaron a Perry al final del videoclip, en 2006. En ese mismo año, hizo un cameo en el vídeo musical de Carbon Leaf, «Learn to Fly», y mantuvo un romance con Travis McCoy de Gym Class Heroes, en ese entonces apareció en el vídeo musical de «Cupid's Chokehold».

### 2007–2009: revelación y éxito internacional conOne of the Boys

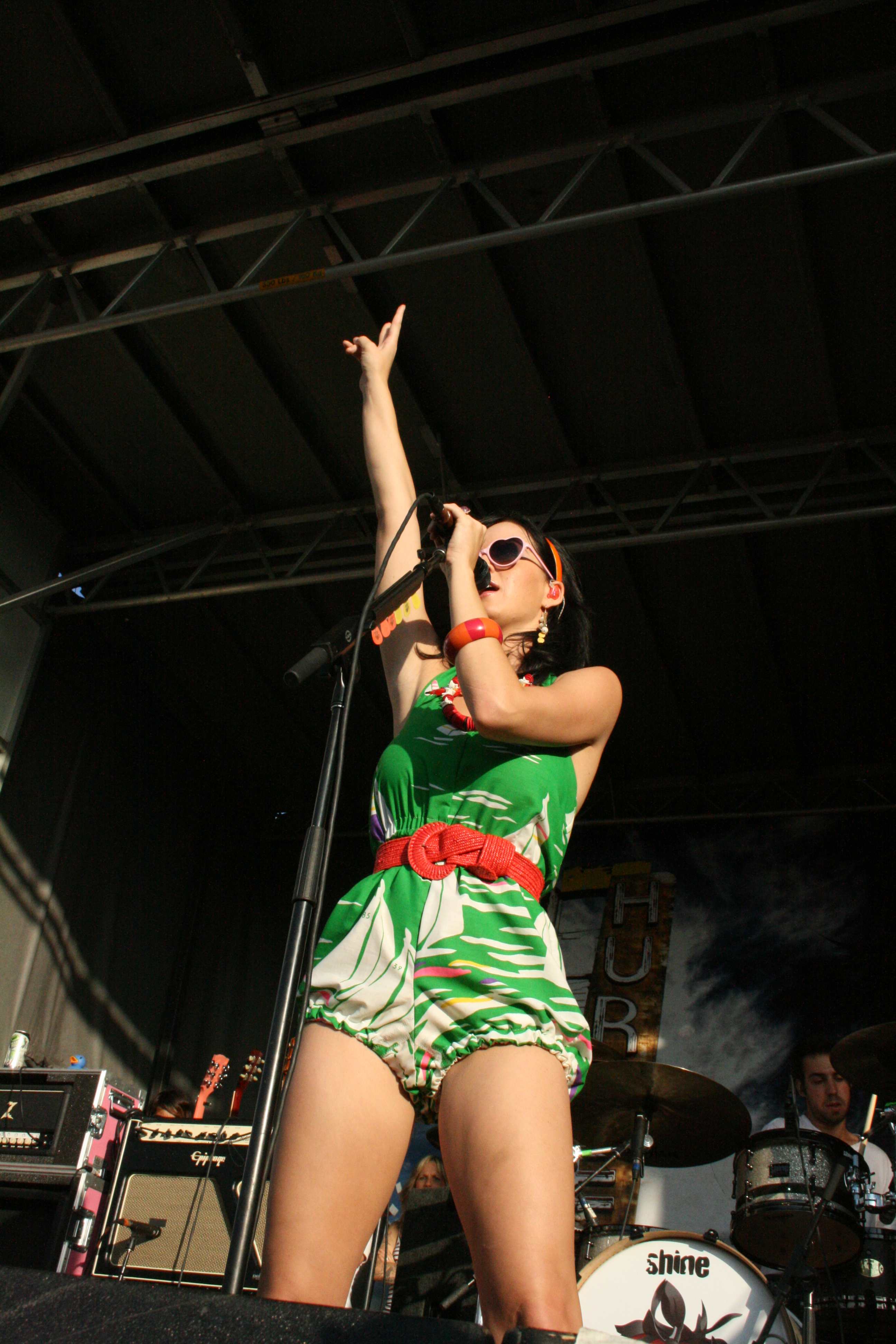
Perry fue parte del reparto de la 2008 Warped Tour.

Tras su despido de Columbia Records a finales de 2006, Ángela Cob-Baehler, en ese entonces jefa de publicidad de Virgin Records, quien había trabajado con Perry en Columbia, se interesó mucho más en ella, y constantemente le decía a Flom que ella debía ser contratada por un sello. Flom estaba convencido de que ella podría llegar a ser exitosa y en abril de 2007 la hizo firmar un contrato con Capitol Records. A pesar de su inexperiencia y desesperación, Perry se mostraba extrañamente conocedora del negocio. Orientada por sus mánagers, insistió en firmar solo un contrato discográfico que la dejara en control de los ingresos por giras y mercancía. Asimismo rechazó un adelanto de subsidio por la producción musical, eligiendo mantener los derechos y la posibilidad de cobrar más al final. Flom arregló todo para que Perry se reuniera con el productor Dr. Luke, con el propósito de que añadiera «uno o dos éxitos rotundos» al disco que había comenzado con Ballard. Perry y Dr. Luke compusieron «I Kissed a Girl» y «Hot n Cold» para One of the Boys. En noviembre de 2007, se inició una campaña con un vídeo de «Ur So Gay», el cual estaba destinado a introducir a la artista en el mercado musical, el tema fue incluido en un EP homónimo. Madonna ayudó a difundir la canción por medio del programa de radio JohnJay&Rich al indicar que era su «pista favorita» del año. En marzo de 2008, hizo un cameo en la serie de televisión de ABC Family, Wildfire, en el episodio Life's Too Short. Asimismo apareció en una sesión fotográfica en la The Young and the Restless de la revista Restless Style.
A finales de abril, lanzó su sencillo debut, «I Kissed a Girl», que entró en la posición 1 de la lista de éxitos Billboard Hot 100 de Estados Unidos, a su vez se convirtió en un éxito en la mayoría de las listas de popularidad a nivel mundial. Sin embargo, recibió reseñas generalmente negativas de parte de los críticos e incluso su madre sostuvo que «odia la canción», puesto que «claramente promueve la homosexualidad y su mensaje es vergonzoso y repugnante». Dos meses después publicó One of the Boys y obtuvo reseñas mixtas de parte de los articulistas, algunos criticaron fuertemente a Perry y la acusaron de homofóbica. One of the Boys ingresó a las primeras diez posiciones en Austria, Dinamarca, Suiza, Estados Unidos, Francia e Irlanda, además de entró al top veinte en Australia, Reino Unido y otros cinco territorios más. Ha vendido cinco millones de copias en todo el mundo. En septiembre, se llevó a cabo el lanzamiento de «Hot n Cold», y se convirtió en otro éxito comercial en el territorio estadounidense, además llegó a la posición 3 del Billboard Hot 100. Posteriormente lanzó a «Waking Up in Vegas» y «Thinking of You» que consiguieron ingresar a las primeras treinta de dicha lista. «I Kissed a Girl» y «Hot n Cold» estuvieron nominados en la categoría mejor interpretación vocal pop femenina en los premios Grammy de 2009 y 2010, respectivamente. Por otro lado, en los premios Brit ganó en la categoría mejor artista internacional femenina, y en la categoría mejor artista nuevo en los MTV Europe Music Awards 2008, en la que fue coanfitriona.
Después de terminar la Warped Tour 2008, se embarcó en su primera gira musical Hello Katy Tour que tuvo una duración de diez meses. Posteriormente actuó como telonera en la gira musical No Doubt 2009 Summer Tour de la banda No Doubt. El álbum homónimo de The Matrix, en el que Perry colaboró, fue puesto a la venta en enero de 2009 por su éxito como solista. Ella pidió a la banda que esperaran hasta el lanzamiento de «Waking Up in Vegas», pero estos no prestaron atención y decidieron estrenarlo. A finales de julio de 2009, grabó un álbum en vivo titulado MTV Unplugged, que cuenta con actuaciones acústicas de cinco canciones de One of the Boys, así como dos nuevas pistas. Fue publicado el 17 de noviembre. Perry también colaboró en dos sencillos con otros artistas; participó en la remezcla «Starstrukk» de 3OH!3 y en un dúo con Timbaland titulado «If We Ever Meet Again», de su álbum Shock Value II (2010). En la edición de 2010 del Libro Guinness de los récords apareció como la Best Start on the US Digital Chart by a Female Artist tras vender más de dos millones de copias de sencillos digitales en los Estados Unidos.

### 2010–2012: récords y superventas conTeenage Dream

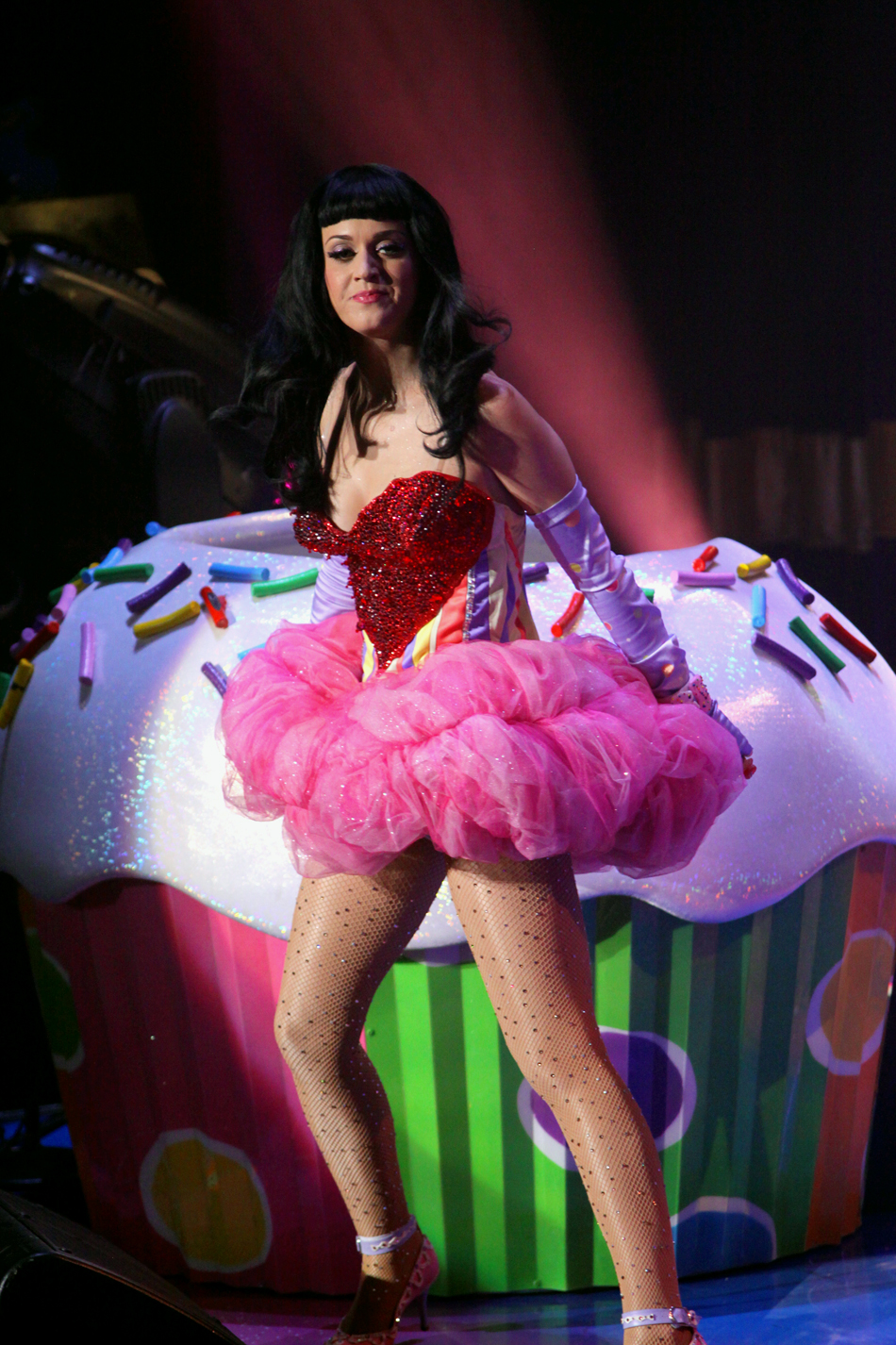
Katy Perry durante su gira California Dreams Tour, en septiembre de 2012.

En 2010, luego de servir como juez invitado en American Idol, lanzó a «California Girls» como el primer sencillo de su segundo álbum de estudio, Teenage Dream . Coescrito por Dr. Luke, Bonnie McKee, Max Martin y el rapero Snoop Dogg, quien también participa como vocalista; la canción rinde honor a las chicas de la Costa Oeste de los Estados Unidos y da respuesta a «Empire State of Mind» de Jay-Z. Nick Levine, de Digital Spy, elogió la voz de Perry al describirla como «carismática», así como su «coro pop imparable». La revista Billboard la nombró canción del verano de 2010. El tema tuvo un buen recibimiento en las listas de éxitos de varios países, situándose en la primera posición en Australia, Canadá, Irlanda, Estados Unidos, Nueva Zelanda y Reino Unido. A inicios de junio, realizó una puesta en escena del tema junto con Snoop Dogg en los MTV Movie Awards 2010, y un mes después participó como juez invitado en la versión británica de The X Factor. El 23 de julio de 2010 lanzó el segundo sencillo del álbum, «Teenage Dream», que también obtuvo el puesto 1 del Billboard Hot 100 de Estados Unidos. Asimismo alcanzó la primera posición en la lista musical de Irlanda y Nueva, por otro lado en Australia, Austria, Canadá y Reino Unido obtuvo la número dos. En agosto, fue la anfitriona de los Teen Choice Awards 2010 donde interpretó «Teenage Dream», además recibió los galardones mejor sencillo y mejor canción del verano por «California Gurls». En los MTV Video Music Awards 2010, optó a los galardones mejor vídeo femenino y mejor vídeo pop por «California Gurls», perdiendo ambas nominaciones ante «Bad Romance» de Lady Gaga.
El lanzamiento de Teenage Dream tuvo lugar el 24 de agosto de 2010 e ingresó en la posición 1 de la lista de popularidad estadounidense Billboard 200, asimismo encabezó la lista de éxitos de Australia, Canadá, Irlanda, Nueva Zelanda y Reino Unido. El álbum recibió críticas mixtas de parte de los articulistas especializados, y ha vendido 5.7 millones de copias en todo el mundo. En septiembre, fue invitada para el estreno de la 41.ª temporada de Sesame Street, pero después de que la escena fue subida a YouTube, los televidentes criticaron el escote que está llevaba puesto y cuatro días antes de la emisión programada Sesame Workshop anunció que el segmento no sería emitido en televisión, sin embargo, estaría disponible en línea. Días después Perry se burló de la controversia en Saturday Night Live al aparecer con un escote que mostraba gran parte de su pecho. Además grabó un episodio para Los Simpson, como parte de un especial navideño titulado The Fight Before Christmas. Perry interpretó el papel de la nueva novia de Moe; según los creadores de la serie, incluyeron a la cantante en el especial en respuesta a lo ocurrido en Sesame Street, ya que «ellos sí aceptaban a Perry... con todas sus consecuencias». En octubre, lanzó a «Firework» como el tercer sencillo del disco; descrito por los reporteros como un himno de autoempoderamiento. La canción se convirtió en otro éxito al ingresar en la posición 1 del rankng Billboard Hot 100 de Estados Unidos, donde ha vendido más de 6.8 millones de copias, y se ha certificado nueve veces platino. Perry realizó un vídeo musical para la canción en apoyo de la comunidad LGBT. El 21 de noviembre de 2010, Perry interpretó el tema en los American Music Awards de 2010, ceremonia en la que estaba nominada Artista del Año, Artista Favorito Pop/Rock Femenino y Álbum Favorito Pop/Rock por Teenage Dream. Una actuación en Victoria's Secret Fashion Show y una aparición en The Ellen DeGeneres Show promovieron la canción. En el mismo mes, comienza a incursionar en otros negocios al poner en venta su primera fragancia, Purr, y posteriormente Meow! (2011), segunda fragancia, a través de las tiendas Nordstrom.

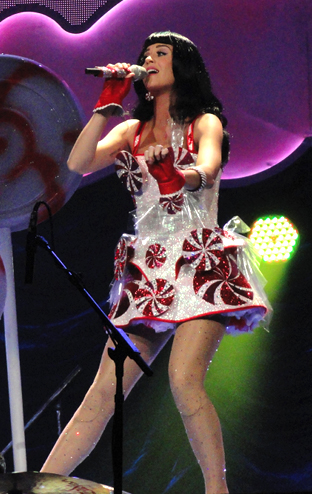
Perry promoviendo a Teenage Dream en su California Dreams Tour, que recaudó más de $59 millones.

En febrero de 2011, luego de una puesta en escena de «Teenage Dream» y «Not Like the Movies» en la 53.° entrega de los Premios Grammy, lanzó una remezcla de «E.T.» con el rapero Kanye West, como el cuarto sencillo de Teenage Dream. La canción se posicionó en la número 1 del Billboard Hot 100 durante cinco semanas no consecutivas, por otro lado ingresó a las primeras cinco en las listas de Australia, Canadá, Irlanda, Nueva Zelana y Reino Unido. En el mismo mes, apareció en un episodio de How I Met Your Mother titulado Oh Honey dondee interpretó el papel de una mujer conocida como Honey. Esta aparición le valió el premio a la Estrella Invitada de TV Favorita en la 38.ª edición de los People's Choice Awards. En junio, lanzó «Last Friday Night (T.G.I.F.)» como el quinto sencillo, y al situarse en el puesto número 1 del listado Billboard Hot 100, convirtió a su intérprete en el primer artista de género femenino que obtiene cinco sencillos número uno de un mismo álbum en dicha lista musical, y el segundo artista en general después de Michael Jackson con Bad, de 1987. En septiembre, Perry abrió un nuevo récord al convertirse en el primera artista que pasa más de sesenta y nueve semanas consecutivas entre las primeras diez posiciones de la Billboard Hot 100 de los Estados Unidos, y a finales de mes, publicó el último sencillo del disco, «The One That Got Away», descrito por la cantante como un tema que «muestra un lado diferente» de ella que no mostró en sus sencillos anteriores. La pista alcanzó la posición número tres en la lista de éxitos de los Estados Unidos y la dos en Canadá, respectivamente. El 23 de septiembre de 2011, junto con Elton John, Claudia Leitte y Rihanna, aperturó la edición de 2011 del festival Rock in Rio. De acuerdo con Forbes, Perry ganó $44 millones en el 2011, ubicándose en el tercer lugar de lista de las «mujeres que más ganaron en la música».
Debido al éxito de Teenage Dream, Perry recibió numerosos reconocimientos. En los Billboard Music Awards de 2011, figuró en doce categorías de las cuales ganó dos: Artista Hot 100 y mejor artista digital. En los MTV Video Music Awards 2011 recibió los galardones Vídeo del Año por «Firework» y Mejor Colaboración por «E.T.». Asimismo en los MTV Europe Music Awards 2011 recibió el premio al Mejor Acto en Vivo. Por otra parte, se hizo merecedora de un total de siete nominaciones a los premios Grammy, entre ellas álbum del año, mejor álbum pop vocal y grabación del año. En los Premios American Music y Billboard Music Awards se le concedió un premio especial por haber posicionado cinco sencillos de un mismo álbum en la número 1 de la lista musical Billboard Hot 100, respectivamente. En julio, hizo su debut cinematográfico en la película animada Los Pitufos al ponerle la voz a la Smurfette (Pitufina). El filme se estrenó a finales de mes y fue un éxito financiero en todo el mundo, sin embargo, en su mayoría, recibió revisiones negativas de parte de la crítica especializada. A finales de año sirvió como anfitriona de Saturday Night Live, con Robyn como invitado musical; el episodio recibió críticas generalmente positivas de los reporteros.

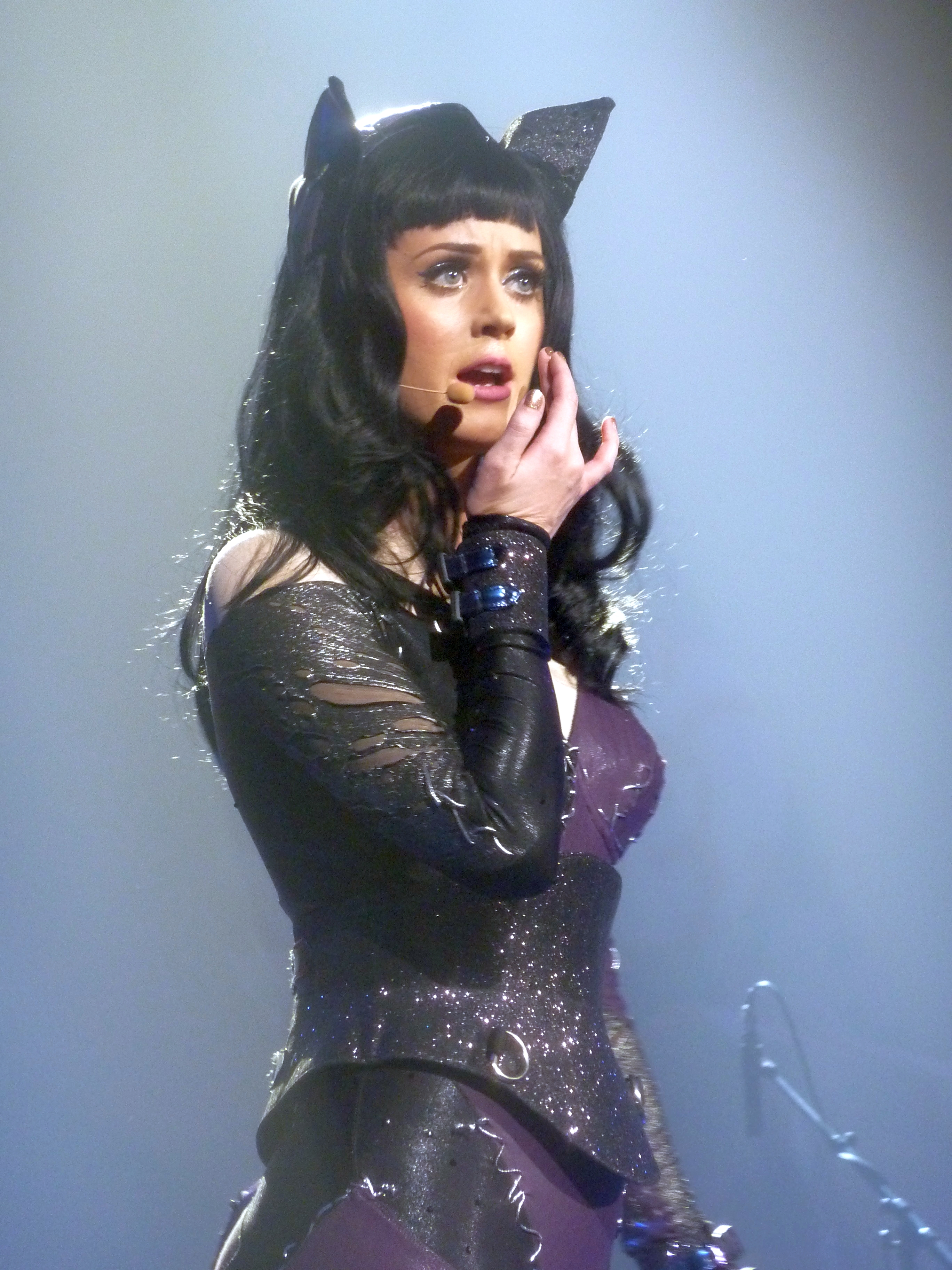
Perry en 2012 lanzó un documental autobiográfico titulado Katy Perry: Part of Me.

Desde el 20 de febrero de 2011, hasta el 22 de enero de 2012, estuvo embarcada en su segunda gira musical California Dreams Tour en apoyo de Teenage Dream, que recaudó más de $59 millones. Perry visitó más de veintidós territorios y realizó más de ciento veinticuatro espectáculos por Asia, Europa, Sudamérica y Norteamérica. Con puestas en escenas altamente diseñadas y producidas, y escenarios elaborados como de cuentos de hadas, la California Dreams Tour recibió reseñas favorables de parte de los críticos. En enero de 2012, apareció en un listado de Nielsen SoundScan como la sexta artista con más ventas en formato digital en los Estados Unidos con 37.6 millones de unidades, a su vez pasó a ser la primera artista en tener cuatro canciones con más de cinco millones de copias vendidas en formato digital. Según The Hollywood Reporter, el «2011 fue un año excepcional para la cantante», tras figurar como la artista con más emisión radial en el año.
A finales de marzo de 2012, Capitol puso en venta la reedición Teenage Dream: The Complete Confection, antecedida por «Part of Me», primer sencillo, que debutó en el puesto número 1 de Billboard Hot 100; el séptimo número uno de Perry en los Estados Unidos. «Wide Awake» tuvo lugar en mayo del mismo año, e ingresó en la número uno de la lista de éxitos de Canadá y Nueva Zelanda, y a la número dos en los Estados Unidos. Este tema también sirvió de apoyo para su autobiografía Katy Perry: Part of Me, lanzada a través de Paramount Pictures. Perry fue contratada por Electronic Arts y promocionó el paquete de expansión del videojuego The Sims 3: Showtime, antes de lanzar los accesorios por separados en junio. En julio se convirtió en vocera y embajadora de Popchips e hizo una inversión en la empresa. En el listado de 2012 de Forbes figuró en el quinto lugar de las personas que ganaron más dinero en el año con un total de $45 millones.

### 2013–2016:Prismy espectáculo de medio tiempo del Super Bowl XLIX

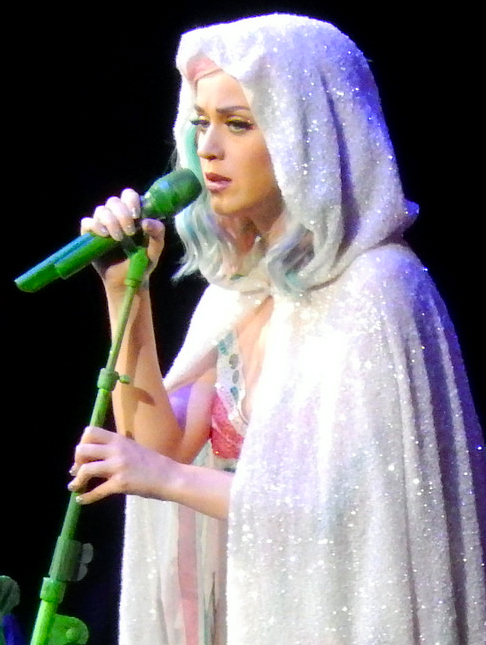
Perry durante un espectáculo de su The Prismatic World Tour en julio de 2014.

En noviembre de 2012, comenzó a trabajar en su tercer álbum de estudio, Prism, y cuando Billboard la elogió como la Mujer del Año, sostuvo: «sé exactamente lo que quiero para el disco» y que tenía un montón de ideas para el desarrollo del álbum. Posteriormente dijo que planeaba tener «elementos más oscuros» en Prism, debido al fin de su matrimonio con el comediante Russell Brand. Sin embargo, en los MTV Video Music Awards 2013 reveló que había cambiado la dirección del disco después de periodos de reflexión, relató que se sintió «muy prismática», algo que inspiró el nombre del álbum. Perry, por segunda vez, prestó su voz para el personaje de Smurfette (Pitufina) en The Smurfs 2, que se estrenó en los cines el 31 de julio de 2013. Como su predecesor, The Smurfs 2 tuvo éxito en taquillas; sin embargo, fue destrozada por los críticos. Por el filme, la artista estuvo nominada a Voz Favorita de una Película Animada en la 27.ª entrega de los Kids' Choice Awards. El lanzamiento del primer sencillo de Prism, «Roar», se llevó a cabo a mediados de agosto de 2013, interpretado en directo por primera vez en la ceremonia de los MTV Video Music Awards. El tema contó con un buen recibimiento comercial en varios territorios situándose en la primera posición de la lista de éxitos en los Estados Unidos, Australia, Canadá, Reino Unido e Irlanda, entre otros. A su vez ingresó a las cinco primeras en otros once países. Según Melinda Newman, de HitFix, sostuvo que no es una excelente canción como para haber sido primer sencillo del álbum y demostrar que había mucho más por venir, en cambio otros elogiaron la elogiaron por ser «pegadiza» y brindar mensajes de empoderamiento. Días después de su aparición en Saturday Night Live puso en venta el segundo sencillo, «Unconditionally», que ingresó en la decimocuarta posición de la Billboard Hot 100 de Estados Unidos.

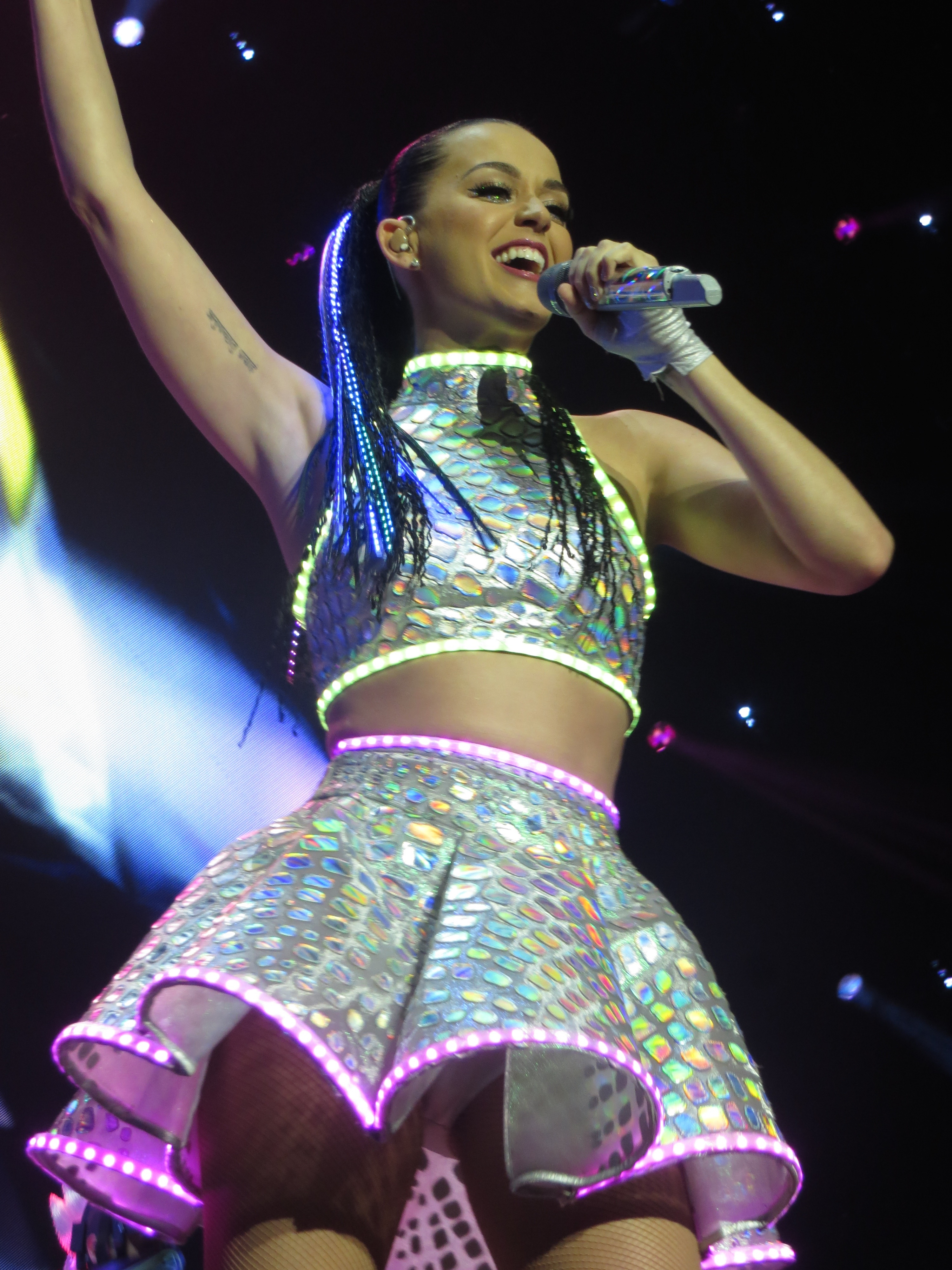
Perry en Glasgow, Escocia el 17 de mayo de 2014.

Prism se publicó el 22 de octubre de 2013 en los Estados Unidos. Influenciado por el pop sueco de los años 1990, y sus letras abordan el divorcio de la cantante con Brand. En general, recibió revisiones positivas de parte de los articulistas, quienes apreciaron madurez de la artista en él. El disco también tuvo una buena recepción comercial en los Estados Unidos situándose en la posición número 1 de la lista Billboard 200, donde ha vendido más de 1.5 millones de copias. Asimismo alcanzó la número uno en Australia, Irlanda, Nueva Zelanda y Reino Unido. Una puesta en escena de «Unconditionally» en los American Music Awards de 2013 en noviembre, causó controversia al aparecer vestida como una geisha, la crítica consideró su actuación como «racista» y la acusaron de «apropiación de la cultura asiática». En la ceremonia de los MTV Europe Music Awards 2013 recibió el galardón mejor artista femenina y una nominación a mejor artista pop. Por otro lado, en los People’s Choice Awards 2013 se alzó con los premios Artista Pop Favorito y Artista Femenino Favorito. Después del éxito comercial que tuvo «Dark Horse» como sencillo promocional, Capitol lo lanzó como el tercer sencillo oficial del disco el 17 de diciembre, y pasó a ser el noveno número uno de Perry en la Billboard Hot 100 de Estados Unidos, y el primer encabezamiento del rapero Juicy J, quien participa como vocalista. Desde su lanzamiento ha vendido más de 13.2 millones de copias en todo el mundo. Su vídeo, inspirado en el antiguo Egipto, a pesar de haber sido controvertido, en junio de 2015 convirtió a su intérprete en la primera mujer y tercer artista en general que alcanza los mil millones de visitas en el portal de vídeos YouTube. El videoclip del sencillo «Roar», también logró dicha hazaña en julio de 2015 y Perry pasó a ser la primera artista en la historia en tener dos vídeos con más mil millones de visitas en YouTube.
Al culminar el 2013, la International Federation of the Phonographic Industry (IFPI) declaró a Perry como la quinta artista más exitosa del año. Asimismo, Prism figuró como el sexto álbum más vendido del año y «Roar» como la quinta canción más vendida del año con un total de 9.9 millones de ejemplares. Según Forbes, la cantante ganó $39 millones en 2013, por lo cual la situaron en la séptima posición de lista de las «mujeres que más ganaron en la música». En la 56.ª edición de los Premios Grammy, realizó una puesta en escena de «Dark Horse» junto con Juicy J. En dicha ceremonia estuvo nominada a canción del año y mejor interpretación pop solista por «Roar». Un retrato de Perry pintado por Mark Ryden apareció en su exposición «The Gay 90s» y actualmente se muestra en la Kohn Gallery en Los Ángeles. Asimismo junto con otros artistas, grabó una versión de la canción «Daisy Bell (Bicycle Built for Two)», que se incluyó en un álbum de forma limitada para acompañar la exposición. Por otro lado, un retrato de la cantante realizado por Will Cotton fue incluido en la National Portrait Gallery de los Estados Unidos. En marzo, hizo un cameo en la final de la temporada de la Kroll Show.
Sus proyectos musicales siguieron con el lanzamiento de «Birthday» y «This Is How We Do», cuarto y quinto sencillo de Prism, respectivamente. Ambos temas ingresaron a los primeros veinticinco de la lista Billboard Hot 100. Adicionalmente, grabó y compuso un dueto con John Mayer titulado «Who You Love», para su sexto álbum de estudio Paradise Valley. Para promocionar a Prism, Perry se embarcó en su tercera gira musical, The Prismatic World Tour, que inició el 7 de mayo de 2014 en Belfast, Irlanda del Norte, Reino Unido y culminó el 18 de octubre del siguiente año en San José, Costa Rica donde concluyó la gira. La artista ofreció espectáculos por primera vez en países como Chile, Colombia, Panamá y Perú. De acuerdo con Pollstar, es una de las giras más recaudadoras de todos los tiempos en los Estados Unidos al superar los $94.3 millones. En junio de 2014, fundó su propio sello discográfico titulado Metamorphosis Music. Ferras, uno de los teloneros de su gira, fue el primer artista que firmó la disquera, y ella sirvió como productora ejecutiva de su EP homónimo. También grabó un dúo con él para el extended play titulado «Legends Never Die», En el mismo mes fue declarada por la Recording Industry Association of America (RIAA) como la cantante con más certificaciones por sus ventas en formato digital en los Estados Unidos, tras superar los setenta y dos millones de sencillos vendidos. A finales de agosto lanzó su tercera fragancia Killer Queen a través de Coty Inc..

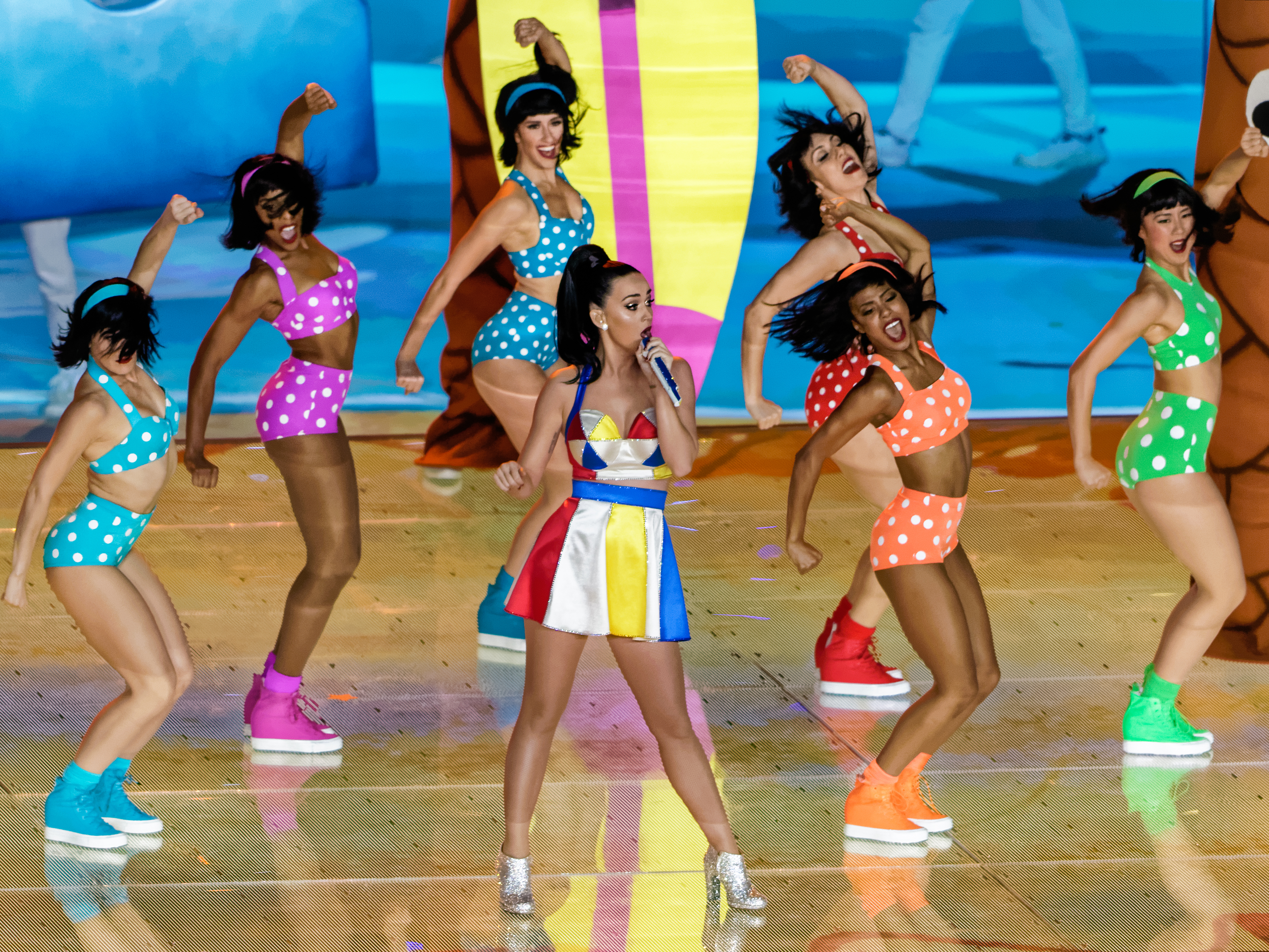
Perry en el espectáculo de medio tiempo del Super Bowl XLIX.

Al finalizar el 2014, se ubicó en el quinto lugar de los artistas con más streaming en Spotify y la primera entre las mujeres, al mismo tiempo obtuvo la primera posición en ocho listas de conteos anuales de Billboard. Por otro lado, Forbes la situó en la quinta posición de las personas que ganaron más dinero en el año con $40 millones. En los Billboard Music Awards de 2014, recibió dos de los diez galardones a los que optaba, a su vez una actuación de «Birthday» grabada en el Metro Radio Arena de Newcastle fue emitida vía satélite en la ceremonia. Paralelamente, en la 43.ª entrega de los American Music Awards ganó los premios artista favorito pop/rock femenino, artista favorito adulto contemporáneo y sencillo del año por «Dark Horse». Además optó a los galardones artista del año y álbum favorito pop/rock por Prism.
Luego de ser anunciada en 2014 como la artista principal del espectáculo de medio tiempo del Super Bowl XLIX, Perry llevó a cabo su puesta en escena el 1 de febrero de 2015, con Lenny Kravitz y Missy Elliott como invitados especiales. El espectáculo atrajo a más de 118.5 millones de espectadores en los Estados Unidos, por lo que se convirtió en el más visto de la historia del Super Bowl. Su puesta en escena le valió dos nominaciones a los premios Emmy de 2015 en la categorías excepcional de acción en vivo, programa de entretenimiento en formato corto y excelente iluminación dirección diseño, iluminación para variedad especial. El 8 de febrero, en la 57.ª edición de los Premios Grammy, interpretó «By the Grace of God», tras un mensaje emotivo de una sobreviviente de violencia doméstica. En la misma ceremonia, la cantante figuró en las categorías mejor álbum pop vocal por Prism y mejor interpretación de pop de dúo/grupo por «Dark Horse», respectivamente. Al perder ambos galardones, Perry con trece nominaciones, fue catalogada como una de las artistas con la mayor cantidad de nominaciones a los premios Grammy sin haber ganado al menos uno. En junio, utilizó su imagen para promocionar la colección otoño-invierno de la marca Moschino, así como también para la campaña navideña de H&M.
En marzo de 2015, hizo un cameo en el documental Brand: A Second Coming de su exmarido Russell Brand, y lanzó una película acerca de su tercera gira musical a través de Epix, la cual tituló Katy Perry: The Prismatic World Tour. Asimismo realizó un cameo en el vídeo musical del sencillo «Bitch I'm Madonna» de Madonna. Tras haber recaudado más de $135 millones con The Prismatic World Tour, entre junio de 2014 a junio de 2015, Forbes la ubicó en el tercer puesto de los famosos mejor pagados de 2015, siendo la primera mujer que ingresa a los diez primeros de dicha clasificación. El 14 de julio de 2016, la intérprete publicó «Rise», que sirvió como himno oficial para la transmisión de NBC Sports de los Juegos Olímpicos de Río de Janeiro 2016.

### 2016–2018:WitnessyAmerican Idol

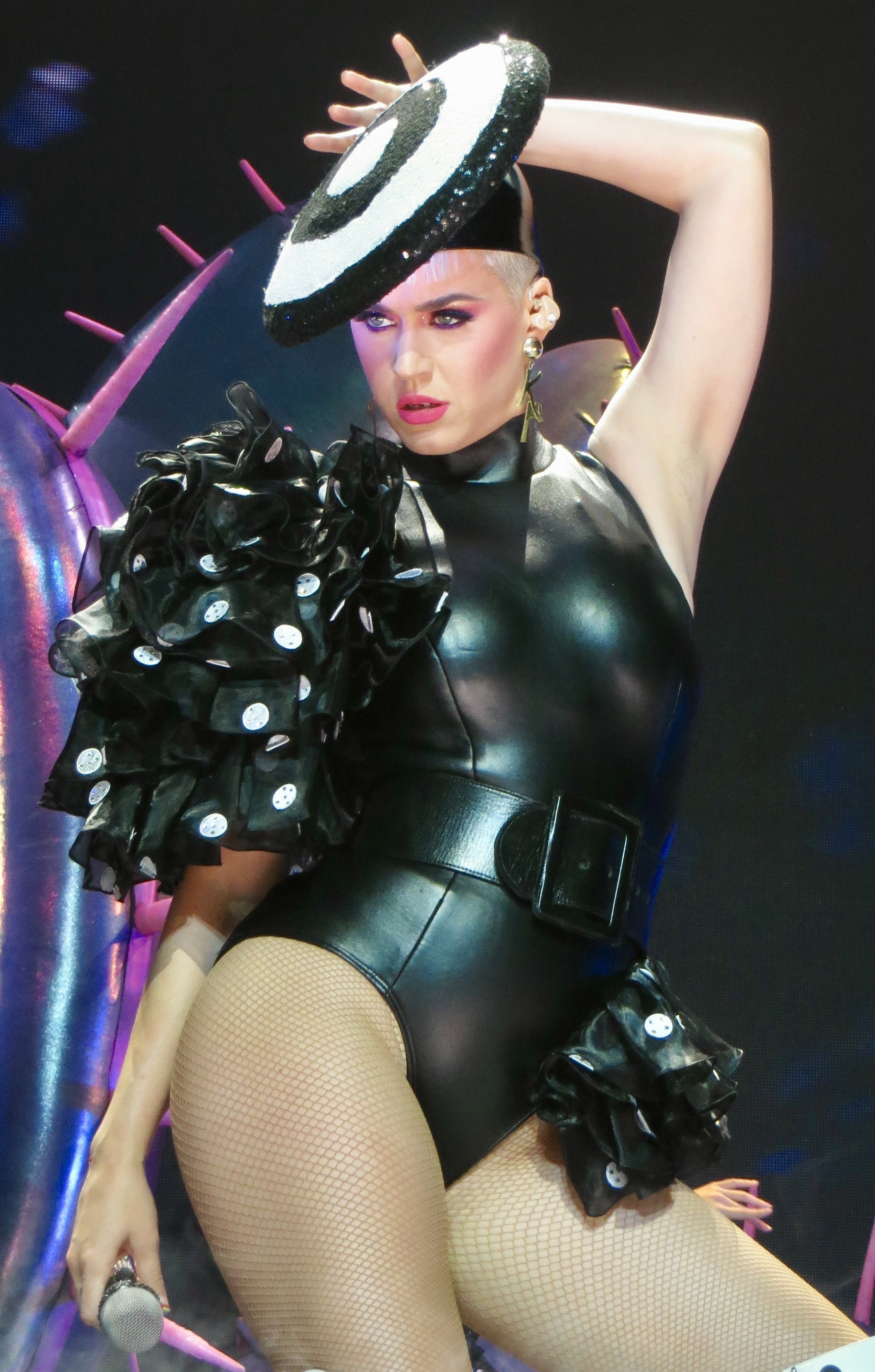
Perry durante su gira Witness: The Tour, en el Madison Square Garden, en octubre de 2017.

A inicios de 2015 Perry, aún embarcada en su tercera gira musical The Prismatic World Tour (2014-2015), inició el proceso de composición del que será su quinto álbum de estudio junto a compositores como Max Martin, Sia y Sarah Hudson. Perry se sintió «renovada», y tenía más de 40 canciones «en progreso» antes de que terminara el año. En agosto, la cantante declaró que aspiraba a hacer material «que conectara, relacionara e inspirara», y le dijo a Ryan Seacrest que no estaba «apurada» con su quinto álbum, y agregó: «Me estoy divirtiendo mucho, pero experimentando y probando diferentes productores, y diferentes colaboradores, y diferentes estilos». El álbum marcó una desviación del productor y coguionista Dr. Luke. En febrero de 2017, Perry declaró que el álbum era «definitivamente una nueva era para mí» y «una era del pop» de la que estaba orgullosa. En mayo, Perry reveló a Entertainment Weekly que el álbum incluiría 15 de las 40 canciones que escribió para él, y describió el disco como «divertido y bailable, oscuro y claro». En mayo, su mánager anunció que su cuarto álbum sería lanzado en 2016. El 14 de julio de 2016, la intérprete publicó «Rise», que sirvió como himno oficial para la transmisión de NBC Sports de los Juegos Olímpicos de Río de Janeiro 2016. Apareció en la película Zoolander 2, publicada en febrero de 2016.
En febrero de 2017, lanzó una línea de calzado llamada «Katy Perry Collections». En agosto, se presentó los VMA 2017. El 6 de febrero de 2017 se lanzó su nuevo sencillo «Chained to the Rhythm», que cuenta con la participación del cantante Skip Marley. Para promover su sencillo, contó con actuaciones en vivo en diversos show como los Grammy Awards, iHeart Radio Awards, entre otros. Semanas después, envió a sus seguidores, correos con una receta de un postre de cerezas con la frase Bon Appétit y el 27 de abril, Perry lanzó una canción llamada de igual forma, en colaboración con el grupo de hip-hop/rap Migos, la cual se convirtió en el segundo sencillo oficial del álbum. El 18 de mayo, lanzó a través de YouTube el audio oficial de su tercer sencillo «Swish Swish» en colaboraci̟ón con la rapera trinitense Nicki Minaj, lanzando al mismo tiempo el título del nuevo disco, Witness.

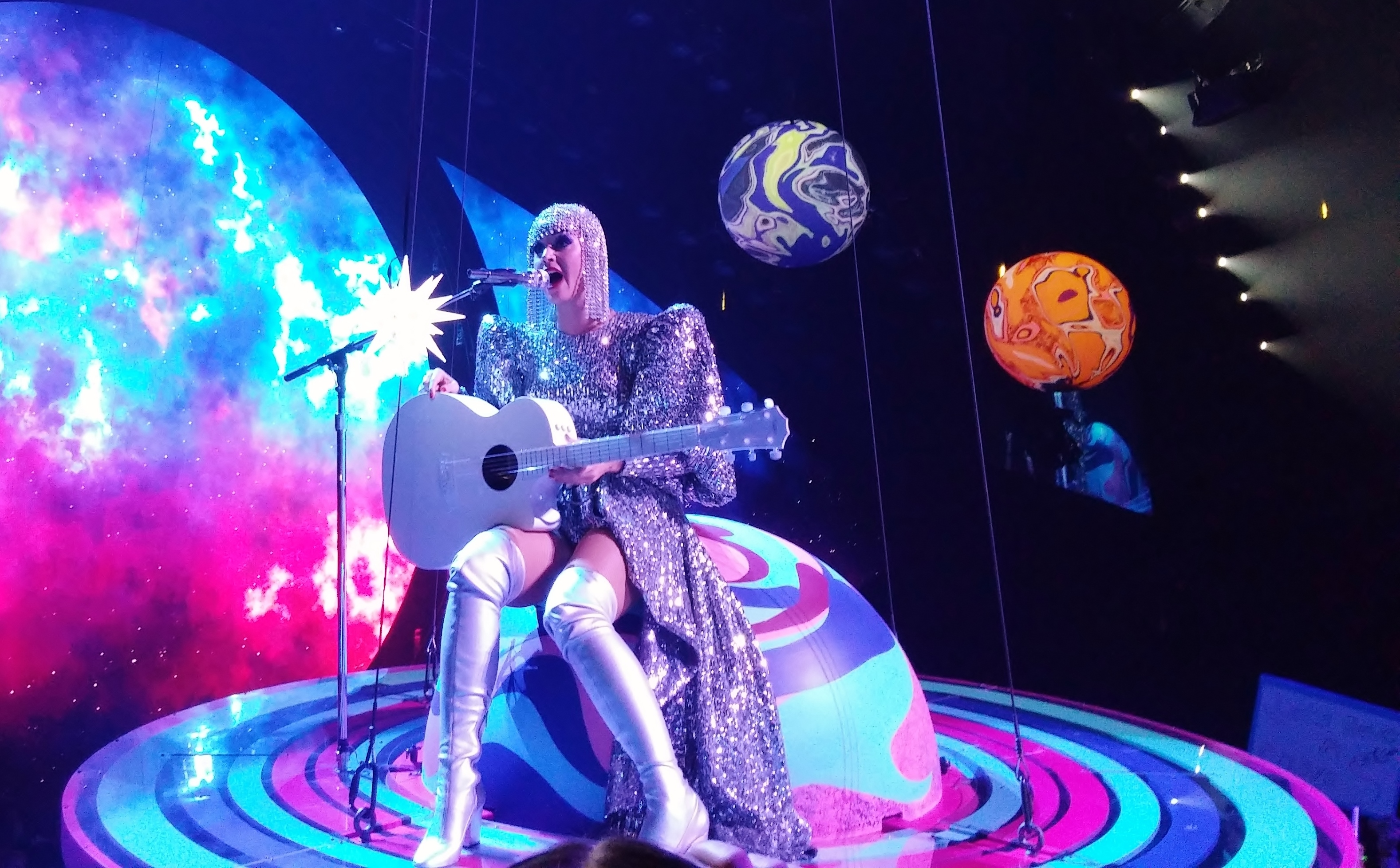
Perry interpretando «Thinking Of You» en Nueva York, Estados Unidos, en octubre de 2017.

Su cuarto disco musical Witness fue publicado el 9 de junio de 2017, recibiendo críticas mixtas con respecto a su álbum anterior Prism. En los Estados Unidos, debutó en la primera posición del Billboard 200 con 180 000 unidades, de las cuales, 162 000 correspondieron a ventas puras y 18 000 a equivalencia de streaming. Con ello, fue el tercer disco de Perry en alcanzar la cima del listado. Asimismo, fue el segundo álbum femenino en liderar la lista en 2017, además de haber tenido el mayor índice en ventas por una mujer desde Joanne (2016) de Lady Gaga. En el Reino Unido, Witness debutó en la sexta casilla del UK Albums Chart, siendo su tercer álbum top 10 en dicho listado. Parte de la promoción de su álbum musical es la gira Musical Witness: The Tour que comenzó el 19 de septiembre de 2017, en Montreal, Canadá. El 27 de julio del 2017, anunció en su cuenta de Instagram que sería la presentadora oficial de los premios MTV Video Music Awards, organizados por MTV. El 20 de diciembre de ese año, publicó el video oficial de la canción «Hey Hey Hey» para promocionar su disco. Dicho vídeo está ambientado en el siglo XVIII, con Perry actuando como María Antonieta de Austria y Juana de Arco al mismo tiempo, en el que muestra la lucha contra la opresión de la mujer, una muestra de empoderamiento femenino.
En noviembre de 2018, Perry publicó una canción navideña llamada «Cozy Little Christmas» que fue lanzada exclusivamente para Amazon Music y se posicionó en la primera posición de Billboard Adult Contemporany. Firmó un contrato de $25 millones para servir como jueza en el programa American Idol, emitido por la cadena ABC; el programa fue estrenado en marzo de 2018.

### 2019–2023:Smiley Residencia Play
En febrero de 2019, en la 61.ª edición de los Premios Grammy, Perry cantó «Here You Come Again», junto a Dolly Parton y Kacey Musgraves, como parte de un tributo a Parton, cuatro días después, Perry publica una canción en colaboración con el disc jockey y productor ruso-alemán Zedd llamada «365», la cual había sido rumoreada en enero de 2019. Tres meses después, el 28 de mayo, la cantante anunció por medio de su cuenta de Instagram el lanzamiento de un nuevo sencillo titulado «Never Really Over», también coproducido por Zedd, y el cual fue lanzado el 31 de mayo de 2019 a través de Capitol Records. Más tarde, el 9 de agosto del mismo año, la cantante puso a la venta otra canción llamada «Small Talk», esta vez producida por el cantante estadounidense Charlie Puth. El 16 de octubre de ese año, se llevó a cabo el lanzamiento de una nueva canción llamada «Harleys in Hawaii», la cual fue anunciada en julio de 2019, durante una entrevista de radio con Zach Sang. Como «Small Talk», su anterior canción, también fue coescrita y producida por Charlie Puth. En junio, participó en el video musical You Need to Calm Down, de Taylor Swift. En julio, un jurado en California emitió un veredicto luego de un juicio de una semana de que la canción de Perry «Dark Horse» había copiado la canción de Flame de 2008 «Joyful Noise» después de que presentó una demanda por derechos de autor alegando que usó el ritmo de su canción sin permiso, que luego fue revocada. Después del veredicto inicial, el jurado le ordenó que le pagara $550,000.
A principios de febrero de 2020, se publicó el tema «Never Worn White». Perry reveló en compañía del video musical que estaba esperando su primer hijo con Orlando Bloom. En una sesión de preguntas realizada para Facebook en abril, la cantante comentó que tenía nueva música por lanzar, añadiendo sobre la pandemia COVID-19, que cuando termine «podremos todos sonreír pronto». En mayo de 2020 confirmó a través de sus redes sociales que «Daisies» se lanzaría como el sencillo principal del álbum. A inicios de julio, anunció que su quinto álbum de estudio titulado Smile, se lanzará el 14 de agosto de 2020 a través de Capitol Records. Junto con el nombre y la portada, comentó que la canción principal se lanzaría el 10 del mismo mes siguiente. El 27 de julio, Perry anunció en los medios sociales que la fecha de lanzamiento del álbum se había retrasado al 28 de agosto debido a «inevitables retrasos en la producción».
En una entrevista de junio de 2020 con Billboard, Perry habló de una nueva canción, titulada «Teary Eyes». Más tarde confirmó en otra entrevista en julio que «Never Really Over» sería incluida en el álbum. Ese mismo mes, anunció Smile como el título del proyecto y confirmó una canción homónima para el disco. Antes de finalizar el mes se reveló que el álbum sería lanzado en diferentes formatos de vinilo con imagen impresa y de color, en casete, y una edición especial limitada en CD, con una portada lenticular llamada «fan edition». El 2 de agosto, estuvo disponible una venta rápida en la tienda en línea de la cantante por cinco días. La venta incluía cinco ediciones limitadas del álbum con diferentes portadas con la única opción de poder pre-ordenarse junto a «Harleys in Hawaii» en la lista de canciones. El disco se lanzó finalmente el 28 de agosto, después de que Perry anunciara el 27 de julio que la fecha se había retrasado debido a «inevitables retrasos en la producción».
Perry explicó que el álbum trata sobre «encontrar la luz al final del túnel» y recuperar su sonrisa, el proyecto viene de un lugar donde ella cayó después de que su carrera y su relación amorosa alcanzaran un punto bajo en 2017. La cantante declaró que luchó contra la depresión y los pensamientos suicidas, y que la gratitud es lo que le salvó la vida. Definió el disco como su «viaje hacia la luz, con historias de resistencia, esperanza y amor».
Dos días antes de la distribución del álbum, dio a luz a una hija llamada Daisy Dove Bloom. El álbum recibió críticas mixtas y debutó en el número cinco en los Estados Unidos. Perry promocionó el álbum con cuatro EP recopilatorios: Camp Katy, Empowered, Scorpio SZN y Cosmic Energy. Estos EP fueron seguidos por el video musical de «Not the End of the World» en diciembre de 2020 en el que Zooey Deschanel se hace pasar por Perry. Además, colaboró con varios artistas para crear dos remixes de las pistas del álbum Smile. El remix de Tiësto de «Resilient» con Aitana se lanzó en noviembre de 2020, mientras que el remix de Bruno Martini de «Cry About It Later» con Luísa Sonza se lanzó en abril de 2021. El 20 de enero de 2021, Perry interpretó «Firework» en el concierto Celebrating America durante la toma de posesión de Joe Biden. Cuatro meses después, lanzó un nuevo sencillo, «Electric», una colaboración con Pokémon por su 25 aniversario.
El 20 de enero de 2021, Perry interpretó «Firework» en el concierto 'Celebrating America' durante la inauguración de la presidencia de Joe Biden. Cuatro meses después, lanzó un nuevo sencillo, «Electric», una colaboración con Pokémon por su 25 aniversario.

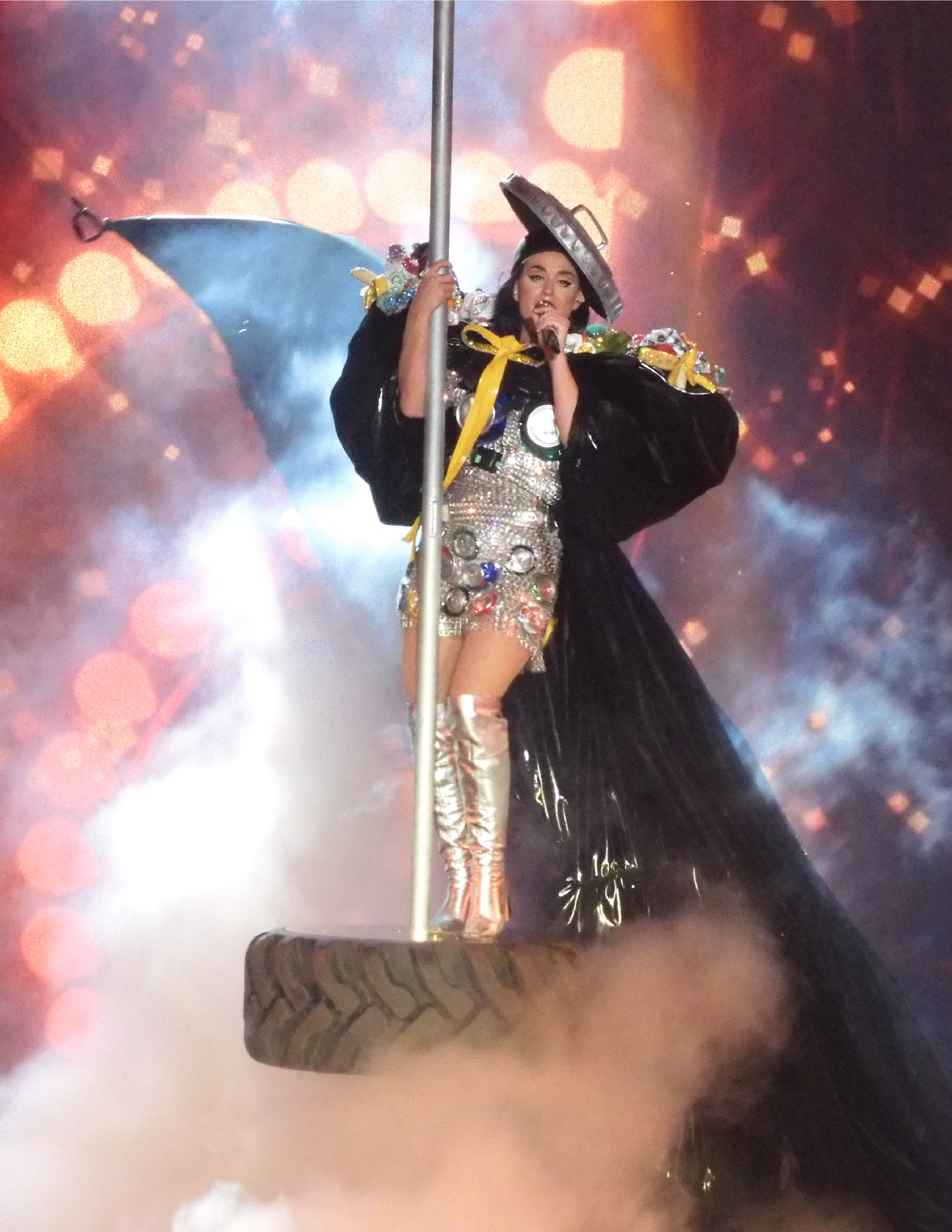
Perry en su residencia Play en Las Vegas, Estados Unidos, en enero de 2022.

En septiembre de 2021, Variety rindió homenaje y honró a Perry en su edición «Power of Women», donde habló sobre su carrera, maternidad y filantropía. Como nominada, asistió a la cena «Power of Women» de Variety 2021. En su cumpleaños número 37 el mes siguiente, Perry fue la anfitriona invitada de The Ellen DeGeneres Show y protagonizó un anuncio navideño de Gap Inc. que la presentaba cantando «All You Need Is Love» de The Beatles. El mismo día se lanzó una versión completa del cover de la canción en las plataformas de streaming.
Dos meses después, Perry siguió con «When I'm Gone», una colaboración con el DJ sueco Alesso, que la convirtió en la tercera persona en alcanzar el número uno en la lista ARC 100 de Croacia en tres décadas diferentes después de Lady Gaga y Coldplay, mientras comenzaba una residencia en Las Vegas llamada «Play» en Resorts World Las Vegas el 29 de diciembre de 2021. El inicio del show ocurrió durante el bloqueo de COVID-19 inspirado en «Honey, I Shrunk the Kids». Ella lo describió como «más grande que la vida» y «el show más divertido y camp que he organizado». El show ha recibido elogios de la crítica de parte Melinda Sheckells de Billboard diciendo que «la noche de apertura con entradas agotadas [de Play] es en parte fantasía, en parte alucinación y completamente camp». Además de una noche de estreno con entradas agotadas, el Santa Barbara Independent informó que el contrato de Perry para la residencia vale $168 millones de dólares.
En enero de 2022, ella y Morgan McLachlan establecieron «De Soi», una empresa que produce y vende aperitivos sin alcohol. Ambos querían una bebida que «suavizara la mente» al crearla.
Junto con Thomas Rhett, Perry grabó un dueto de country pop titulado «Where We Started» para su álbum del mismo nombre que se lanzó tres meses después. Ese mayo, se anunció que Perry crearía la música para la banda sonora de la película musical animada Melody de Jeremy Zag y daría voz a su personaje principal. También se convirtió en la nueva cara de los anuncios de Just Eat y creó un nuevo remix de su canción. El 8 de junio de 2022, Perry recibió la llave de Las Vegas, el mismo día que se conmemoró como el día de Katy Perry.
Perry colaboró con la empresa de tecnología Apple Inc. protagonizando anuncios de su software de música GarageBand donde los usuarios podían tener un «Remix Sessions» con su canción, «Harleys in Hawaii». Sobre la colaboración, Perry declaró: «"Harleys in Hawaii" ha vivido tantas vidas diferentes [...] Hay tantas oportunidades para remezclar esta canción, y no puedo esperar a escuchar todas las evoluciones de GarageBand con esta colaboración de Apple..».
El 6 de mayo de 2023, Perry formó parte del elenco del concierto en honor al rey Carlos III del Reino Unido en el cual interpretó dos de sus mayores éxitos, «Firework» y «Roar».

### 2024–presente:143

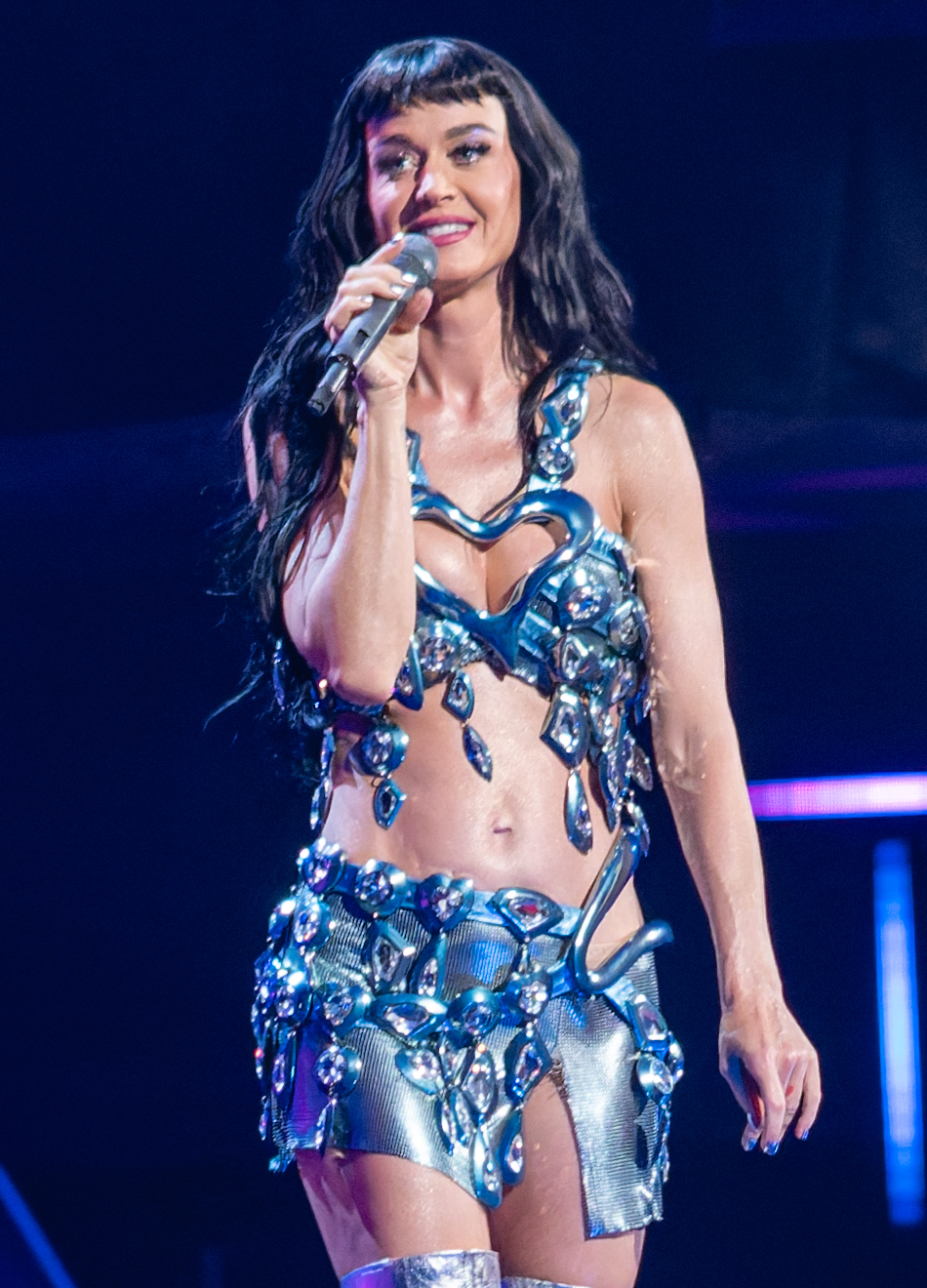
Perry en su presentación en el Central Hall Westminster el 11 de diciembre de 2024.

Durante una aparición en Jimmy Kimmel Live! en febrero de 2024, Perry anunció su salida de American Idol tras la conclusión de la vigésimo segunda temporada, expresando su deseo de «salir y sentir ese pulso a mi propio ritmo» y lanzar nueva música después de haber estado «en el estudio por un tiempo». La temporada se estrenó más tarde ese mismo mes y concluyó en mayo. El 11 de julio de 2024, lanzó «Woman's World», el primer sencillo de su séptimo álbum. Un día antes del estreno del tema, Perry reveló que el álbum se titularía 143 y que saldría el 20 de septiembre de ese mismo año. Describió el álbum como «de energía súper alta, súper veraniego, con un BPM muy elevado» y «lleno de mucha alegría, mucho amor y mucha luz». Previó al estreno del álbum, Perry lanzó «Lifetimes» y «I'm His, He's Mine», como segundo y tercer sencillo del álbum. El 11 de septiembre, Perry recibió el premio Michael Jackson Video Vanguard en los MTV Video Music Awards 2024 e interpretó algunos de sus mayores éxitos. Perry actuó durante el festival Rock in Rio 2024 el mismo día del lanzamiento de 143. Ocho días después, encabezó el entretenimiento previo al partido de la Gran Final de la AFL 2024 en Australia. El 24 de septiembre, Perry anunció su quinta gira musical, programada para comenzar el 23 de abril de 2025 en Ciudad de México, México con: «The Lifetimes Tour». El 20 de diciembre de 2024, salió la edición deluxe del álbum, 1432, con cuatro temas adicionales y el sencillo «OK».
El 14 de abril de 2025, Perry voló al espacio a bordo de Blue Origin NS-31, el undécimo vuelo tripulado al espacio de Blue Origin bajo el programa New Shepard, junto con Amanda Nguyen, Aisha Bowe, Kerianne Flynn, Gayle King y Lauren Sánchez. Se trató del primer vuelo espacial íntegramente femenino desde 1963.

## Arte

### Influencias
Durante las primeras etapas de su carrera, el estilo musical de Perry estaba centrado en la música cristiana y aspiraba ser tan exitosa como Amy Grant. A los quince, gracias a una amiga oyó a «Killer Queen» de la banda Queen y según ella la inspiró a seguir una carrera musical. Cita al vocalista de la banda, Freddie Mercury, como su mayor influencia y le rindió homenaje a la banda nombrando a su tercera fragancia Killer Queen. Asimismo describió a Pet Sounds de The Beach Boys uno de sus «discos favoritos y que influyó mucho en todas mis composiciones.». En una ocasión explicó que cuando elige una melodía lo hace por dicho álbum. La cantante también ha sido influida por el álbum homónimo de The Beatles y describe a estos dos álbumes (Pet Sounds y The Beatles) como «las únicas cosas que escuchaba probablemente por dos años seguidos.».
Perry también cita a Alanis Morissette y a su disco Jagged Little Pill como una inspiración musical significativa y optó por trabajar con el colaborador frecuente de Morissette, Ballard, como resultado. De acuerdo a lo expresado por ella: «Jagged Little Pill fue el disco femenino más perfecto jamás hecho. Hay una canción para cualquier persona en ese álbum; Me relaciono con todas esas canciones. Siguen siendo tan intemporal.». Del mismo modo, toma influencias de Flaming Red de Patty Griffin y 10 Cent Wings de Jonatha Brooke. Su documental autobiográfico, Katy Perry: Part of Me fue influenciado en gran medida por Madonna: Truth or Dare. Al mismo tiempo admira la capacidad de Madonna para reinventarse a sí mismo, aludiendo «quiero evolucionar como Madonna.».
Perry ha mencionado a varios artistas de haber inspirado sus obras. Entre estos Gwen Stefani, Björk, Whitney Houston, Aretha Franklin, Mariah Carey, Robyn, Prince, ABBA, Britney Spears y Cyndi Lauper, entre otros. Ella también acredita a la película The Craft (1996) por ser la influencia detrás de su canción «Dark Horse», La canción de Perry «Firework» es inspirada por la novela On the Road de Jack Kerouac. Ella colaboró con Kacey Musgraves para escribir una canción influenciada por The Wizard of Oz. El libro The Power of Now de Eckhart Tolle ha influido su álbum Prism.

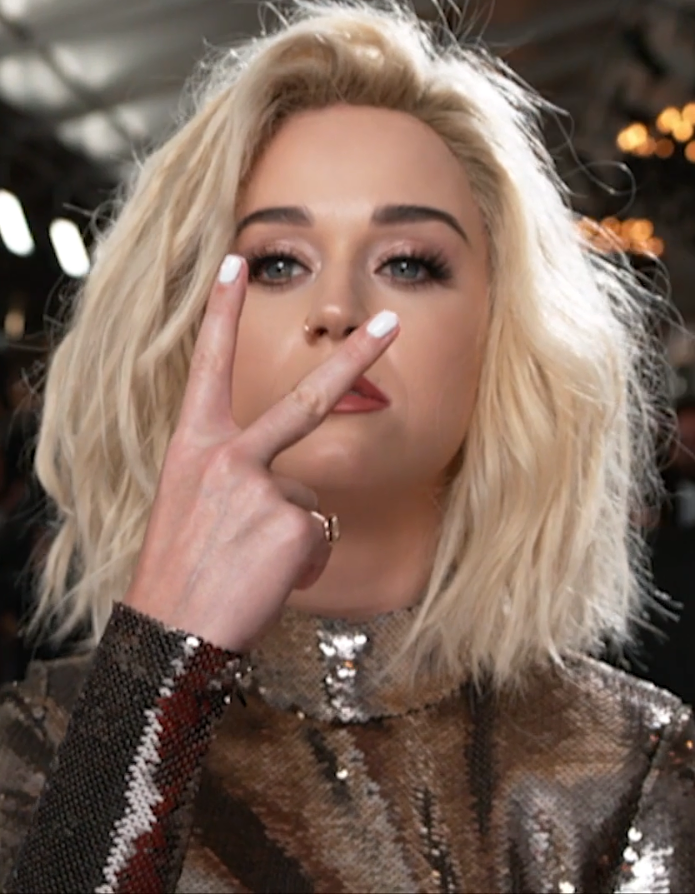
Perry en la alfombra roja de los premios Grammy de 2017.

### Estilo musical
Constantemente la música de Perry incorpora los géneros pop, rock y dance, a pesar de haber iniciado su carrera musical con Katy Hudson (2001), un álbum enfocado en la música evangélica. Sus álbumes como Katy Perry, One of the Boys (2008) y Teenage Dream (2010), incluyen en sus letras temas acerca del amor y el sexo. One of the Boys se describe como un disco «secular» y «rock», que refleja el gran alejamiento de sus raíces musicales religiosas, mientras que Teenage Dream está principalmente basado en la música disco. El cuarto álbum de la artista, Prism (2013), es significativamente influenciado por la música dance y pop, y el contenido de las letras abordan situaciones acerca de las relaciones, la autorreflexión y la vida cotidiana. El empoderamiento es un tema común en la música de Perry.
Perry se ha descrito a sí misma como una «cantautora disfrazada de estrella del pop» y sostiene que para ella es muy importante componer canciones honestas. Según declaró a Marie Claire: «Creo que mi truco de magia secreto que me separa de muchos de mis compañeros es la valentía de ser vulnerable, sincera y honesta. Creo que te vuelves más identificable cuando eres vulnerable». La actriz y cómica Kristen Wiig comentó que «por muy fáciles, despreocupadas y contagiosas que puedan ser las canciones de Perry, bajo la superficie se esconde un mar de emociones encontradas, motivos revueltos e impulsos contradictorios lo suficientemente complicados como para llenar un disco de Carole King. Según Greg Kot del Chicago Tribune, «ser tomada en serio puede ser el mayor reto de Perry hasta la fecha»." En 2013, The New York Times la etiquetó como «la estrella del pop más potente del momento - sus éxitos son relacionables con solo un toque de experimentación». Randall Roberts, del Los Angeles Times, criticó su uso de frases hechas y metáforas en sus letras y sus frecuentes «clichés».A lo largo de su carrera, Perry también ha coescrito canciones grabadas por otros artistas, entre ellos Lesley Roy, Kelly Clarkson, Jessie James Decker, Selena Gomez & the Scene, Britney Spears, Iggy Azalea, Rita Ora, Nicki Minaj, y Ariana Grande.

### Voz
Perry tiene un rango vocal de contralto, y se describe a sí misma como una «estrella del pop», sostiene que su «truco mágico» que la diferencia de muchos de sus «compañeros en la valentía de ser vulnerable, verdadera y honesta. Creo que te vuelves más relacionable cuando eres vulnerable». Según The New York Times, es «la estrella de pop más potente del día — sus éxitos son relacionable con un toque de experimentación». Por otro lado, Randall Roberts de Los Angeles Times criticó el uso de modismos y metáforas en sus letras y por frecuentes «clichés». En varias ocasiones, ha compuesto para otros artistas, entre los que incluye Selena Gomez & the Scene, Jessie James, Kelly Clarkson, Lesley Roy, Britney Spears, Rita Ora, Iggy Azalea, Nicki Minaj y Ariana Grande.

## Otras actividades

### Filantropía

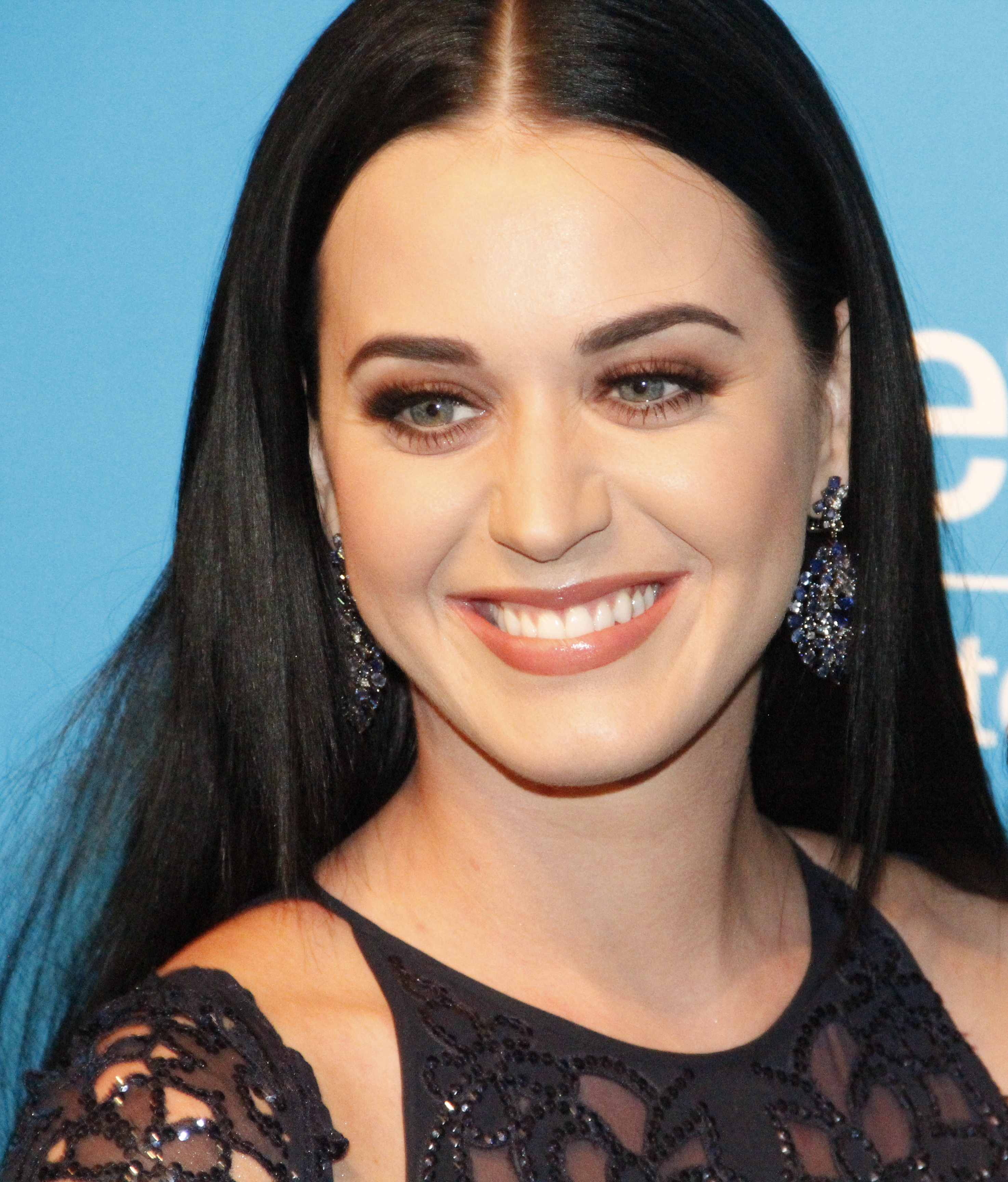
En diciembre de 2013, Katy Perry se convirtió en una embajadora de buena voluntad de Unicef.

Además de su carrera musical, Perry es una filántropa que ha apoyado diversas organizaciones de caridad y causas durante su carrera. Ella ha contribuido a organizaciones destinadas a mejorar las vidas y el bienestar de los niños en particular. En abril de 2013, se unió a Unicef para ayudar a los niños en Madagascar con la educación y la nutrición, y en diciembre, fue nombrada oficialmente como una embajadora de buena voluntad de Unicef. Parte del dinero recaudado de las entradas en la segunda etapa de su The Prismatic World Tour lo destinó para dicha organización. En septiembre de 2010, ayudó a construir y diseñar el refugio de la fundación Boys Hope/Girls Hope en Baltimore, Maryland junto con Raven-Symoné, Shaquille O'Neal y el elenco de Extreme Makeover: Home Edition. También ha ayudado en la educación de los niños; en mayo de 2014, Perry y un selecto grupo de artistas grabaron una versión de la canción «Daisy Bell (Bicycle Built for Two)» para un álbum conceptual, con el fin de acompañar a la exposición de arte del pintor Mark Ryden, titulado «The Gay 90s». Todas las ganancias de las ventas del álbum fueron destinadas a Little Kids Rock, que apoya la educación musical en las escuelas primarias desfavorecidas. En junio de 2014, se asoció a Staples Inc. para un proyecto titulado Make Roar Happen que donó $1 millón a DonorsChoose, una organización que apoya a los docentes y a los fondos de recursos de las aulas en las escuelas públicas.
Del mismo modo, ha apoyado a organizaciones dirigidas a ayudar a personas que sufren de enfermedades como el cáncer y el VIH/sida. En octubre de 2013, organizó y realizó una muestra escénica en el concierto de caridad We Can Survive en el Hollywood Bowl de Los Ángeles, California, junto con Bonnie McKee, Kacey Musgraves, Sara Bareilles, Ellie Goulding, y el dúo Tegan and Sara. Las ganancias del concierto fueron donadas a Young Survival Coalition, una organización destinada a luchar contra el cáncer de mama en mujeres jóvenes. En junio de 2009, diseñó una pieza de ropa para la campaña Fashion Against AIDS de H&M, que recauda dinero para proyectos de sensibilización del VIH/sida.
Perry en 2012 donó las ganancias de su sencillo «Part of Me» a MusiCares, que ayuda a músicos en tiempos de necesidad. Por otro lado, durante su California Dreams recaudó más de $175 000 de unos boletos de entrada destinados para la caridad. El dinero fue dividido y entregado a tres organizaciones: la Children's Health Fund (CHF), Generosity Water y The Humane Society of the United States. Asimismo en su cumpleaños veintisiete, creó una página web de donaciones para la Society for the Prevention of Cruelty to Animals de Auckland, y para su cumpleaños veintiocho, creó una página similar para David Lynch Foundation. En marzo de 2014, ayudó a recaudar $2.4 millones para el Museo de Arte Contemporáneo de Los Ángeles junto con otras celebridades como Ryan Seacrest, Pharrell Williams, Tim Allen, Lisa Edelstein y Riley Keough.

### Activismo político

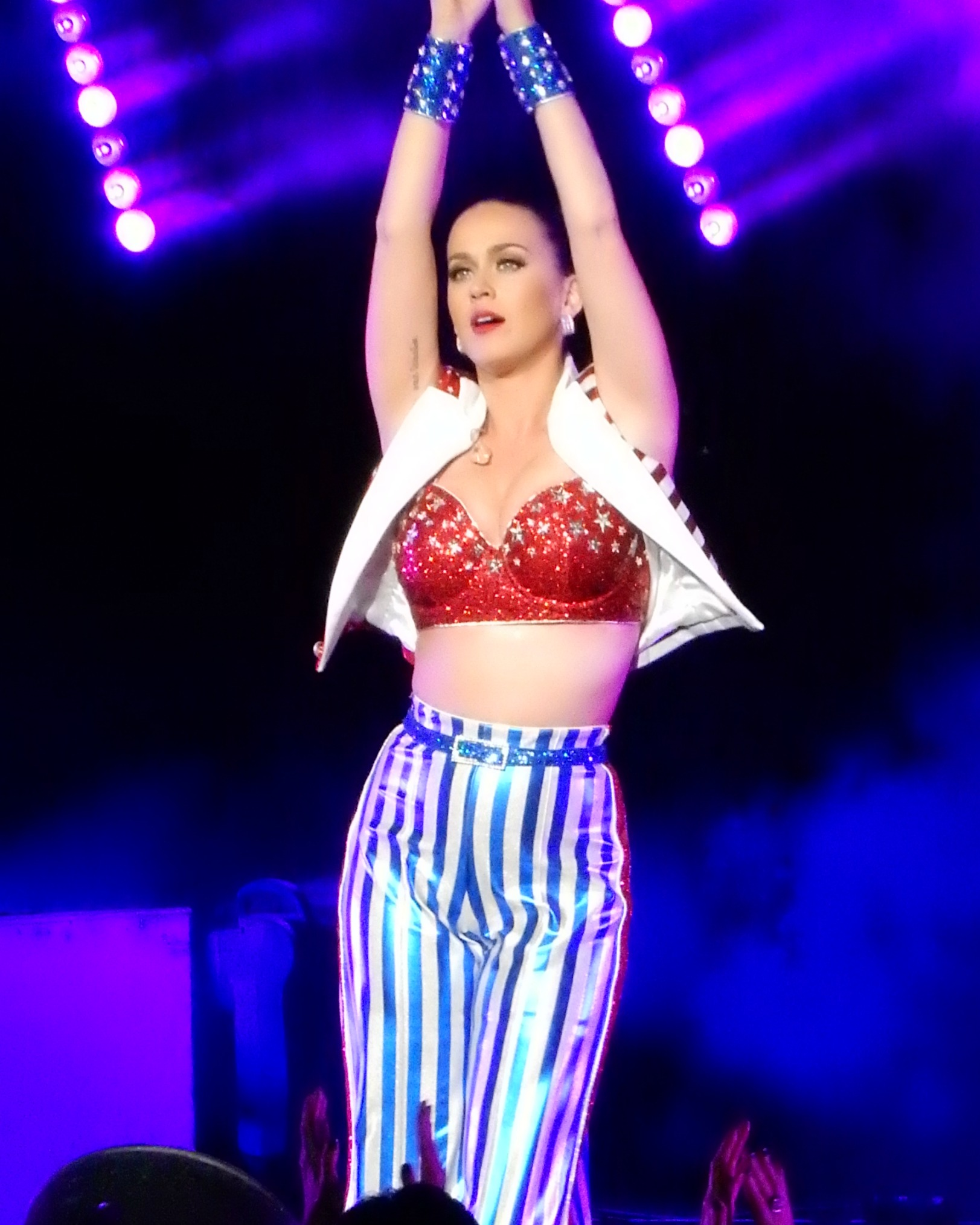
Perry durante el concierto I'm With Her en el Radio City Music Hall en 2016.

Perry es una activista de los derechos de los homosexuales; en 2010 apoyó la campaña de Stonewall, una organización que defiende los derechos LGBT, para prevenir el acoso escolar homofóbico, y a su vez dedicó el video musical de su canción «Firework» al Proyecto It Gets Better. Según ella está orgullosa de ser una activista gay, diciendo que «siempre he sido una persona muy abierta, pero definitivamente creo en la igualdad». También confirmó que votó en contra de la Proposición 8, una enmienda (que en última instancia se dictaminó inconstitucional) que legalmente define el matrimonio como la unión exclusivamente entre un hombre y una mujer en California. En diciembre de 2012, fue galardonada con el premio Trevor Hero de The Trevor Project, por su trabajo y el activismo a favor de la juventud LGBT. Ella se identifica como feminista, y en abril de 2013 apareció en un videoclip para «Chime For Change», campaña que tiene como objetivo difundir el empoderamiento femenino. Asimismo también ha dicho que la falta de atención médica gratuita en Estados Unidos es «completamente loca».
A través de Twitter y mediante la realización de matiné, Perry apoyó al presidente Barack Obama en su postulación para la reelección a la presidencia de Estados Unidos y alabó su apoyo al matrimonio entre personas del mismo sexo  y la igualdad. Con el propósito de ayudar a Obama, llevó a cabo tres matiné en Los Ángeles, Las Vegas, y Wisconsin, cantando una versión de «Let's Stay Together», así como un número de sus canciones. Durante su actuación en Las Vegas llevó un vestido que reproducía una boleta electoral con la opción Obama rellenado. En Twitter, alentó a sus seguidores a votar por Obama. En agosto de 2013, criticó a Tony Abbott, entonces candidato a primer ministro de Australia, debido a su oposición al matrimonio gay y dijo: «[Abbott], te amo como ser humano, pero no puedo darte mi voto». En abril de 2014, apoyó públicamente a Marianne Williamson en su campaña a favor de la 33.º distrito congresional de California.
En 2016, Perry participó activamente con la ex primera dama de EE. UU. y política, Hillary Clinton, durante su campaña electoral, siendo ella la principal promotora de su candidatura, haciendo conciertos públicos, cantando éxitos como Rise y Roar. Perry es abiertamente simpatizante del partido Demócrata, y expresaba sin dificultad su desacuerdo con el triunfo en los comicios del entonces presidente de Estados Unidos, Donald Trump.
En una entrevista, ella expresó que a raíz del triunfo de Trump, iba a reestructurar su cuarto álbum musical, dirigiéndolo con un sentido más motivador, y donde expresara su inconformidad con la decisión que el país había tomado. El ejemplo más claro fue el sencillo promocional Chained to the Rhythm donde hace obvias referencias a las decisiones y promesas de campaña de Trump.

## Imagen pública
En julio de ese año, un jurado en California emitió un veredicto después de un juicio que duró una semana y en el que la canción «Dark Horse» de Perry estaba involucrada, después de que el rapero Flame indicara que dicha canción había copiado su canción «Joyful Noise» de 2008, con lo cual presentó una demanda por derechos de autor alegando que usaba el ritmo de su canción sin permiso. Posteriormente, el jurado le ordenó a Katy que le pagara $550,000 al rapero. Al mes siguiente, Josh Kloss, coprotagonista de Perry en el video musical de «Teenage Dream» la acusó de conducta sexual inapropiada. En una publicación de Instagram, Kloss alegó que durante una fiesta en una pista de patinaje, Perry le bajó los pantalones y la ropa interior, exponiendo su pene a sus amigos. Perry nunca se pronunció al respecto, hasta un año después, donde alegó «creo que vivimos en un mundo en el que cualquiera puede decir cualquier cosa. No quiero decir culpable hasta que se demuestre lo contrario, pero no hay control ni equilibrio: un titular simplemente vuela, y no hay ninguna investigación sobre ello». Tras ello, Perry recalcó que prefiere «no añadir ruido al ruido, solo verdad», y manifestó que opta por no comentar todo lo que se dice sobre ella, ya que, desde su punto de vista, es una distracción del auténtico movimiento MeToo.

### Intento de compra de una propiedad en Los Feliz
En 2015, Perry intentó comprar un antiguo convento en Los Ángeles, lo que desencadenó una batalla legal de años en la que se vieron implicados la Arquidiócesis de Los Ángeles, miembros de las Hermanas del Santísimo e Inmaculado Corazón de María y el promotor inmobiliario Dana Hollister. En un principio, Perry ofreció a la arquidiócesis 14,5 millones de dólares en efectivo para comprar la propiedad de dos hectáreas de Los Feliz. Sin embargo, dos monjas ancianas, la hermana Rita Callanan y la hermana Catherine Rose Holzman, se opusieron a la venta e intentaron vender la propiedad a Hollister por 15,5 millones de dólares, creyendo que ella preservaría el lugar y lo abriría al público. La arquidiócesis presentó una demanda, afirmando que las monjas carecían de autoridad para vender la propiedad y que cualquier venta superior a 7,5 millones de dólares requería la aprobación del Vaticano.
En 2016, un juez del Tribunal Superior de Los Ángeles declaró inválida la venta a Hollister debido a la ausencia de la necesaria aprobación eclesiástica, despejando el camino para la compra de Perry.  En 2017, un jurado determinó que Hollister había interferido intencionadamente en el acuerdo inmobiliario de Perry y concedió 5 millones de dólares en daños compensatorios-3. 47 millones a la arquidiócesis y 1,57 millones a la empresa de Perry. El juez impuso más tarde otros 10 millones de dólares en concepto de daños punitivos, divididos entre Perry y la arquidiócesis.

### Acusaciones de conducta sexual inapropiada
En 2018, mientras ejercía de juez en American Idol, Perry dio un beso no deseado a un concursante de 19 años, Benjamin Glaze. Cuando Glaze admitió que nunca había besado a una chica (una referencia a la canción de Perry «I Kissed a Girl»), ella le hizo un gesto para que se acercara a ella para darle un beso en la mejilla, pero luego lo besó en los labios. Su comportamiento fue muy criticado, y algunos señalaron que si hubiera sido un juez varón el que hubiera besado a una mujer de la misma manera, la reacción habría sido diferente. Glaze admitió más tarde que la experiencia le hizo sentirse incómodo, ya que era su primer beso y quería que fuera especial, aunque rechazó la idea de que se sintiera acosado sexualmente por Perry.
En agosto de 2019, Josh Kloss, coprotagonista de Perry en el vídeo musical de «Teenage Dream», la acusó de conducta sexual inapropiada. En un post de Instagram, Kloss alegó que, durante una fiesta en una pista de patinaje, Perry le tiró de los pantalones de chándal y la ropa interior, exponiendo su pene a sus amigos varones. También dijo que el management de ella le impidió hablar de su tiempo con la cantante. Johnny Wujek, el director creativo de dicha fiesta defendió a Perry, diciendo que ella «nunca haría algo así» y acusó a Kloss de tener una «obsesión continua» con ella. Después de abstenerse inicialmente de responder a esto, creyendo que habría restado valor al movimiento MeToo, Perry también ha negado las afirmaciones de Kloss.

### Vuelo espacial de Blue Origin
El 14 de abril de 2025, Perry voló al espacio a bordo de Blue Origin NS-31, el undécimo vuelo tripulado al espacio de Blue Origin bajo el programa New Shepard, junto con Amanda Nguyen, Aisha Bowe, Kerianne Flynn, Gayle King y Lauren Sánchez. El evento del vuelo fue ampliamente criticado; la actriz Olivia Munn lo consideró «glotón», mientras que la modelo Emily Ratajkowski lo tachó de turismo espacial.

## Vida privada
Después de haber culminado su relación con McCoy en diciembre de 2008, conoció a Russell Brand mientras filmaba un cameo para su película Get Him to the Greek. Su escena, en la que los dos se besan, no aparece en la película. Comenzaron a salir nuevamente después de un espectáculo que ofreció en los MTV Video Music Awards 2009; la pareja se comprometió el 31 de diciembre de 2009, mientras estaban de vacaciones en Rajasthan, India.
El 23 de octubre de 2010, se casó con Russell Brand en una ceremonia tradicional Hindú cerca del santuario de tigres en Rajasthan, India. El 30 de diciembre de 2011, Brand anunció que se estaban divorciando después de catorce meses de matrimonio. Más tarde, Perry indicó que los duros horarios de sus carreras y el deseo de Brand de tener hijos llevaron su matrimonio al fracaso. Asimismo comentó que Brand nunca más habló con ella después de enviar un mensaje de texto en el que decía que se estaba divorciando. En 2015, Brand reveló en su documental Brand: A Second Coming, que se divorció de Perry debido a su creciente fama, el éxito comercial y su interés en participar en el activismo. Tras recibir la información sobre el divorcio, Perry se sintió tan perturbada que pensó en el suicidio y según sus declaraciones, asistió a muchas terapias luego de la separación. Después de su divorcio en julio en 2012, Perry en agosto comenzó una relación con el cantautor John Mayer.
El 5 de marzo de 2020, se reveló en el video musical de «Never Worn White» que está esperando a su primer hijo con su prometido Orlando Bloom. Su primera hija, Daisy Dove Bloom, nació el 26 de agosto de 2020. A inicios de julio de 2025, Perry y Bloom confirmaron que habían terminado su relación.

## Logros

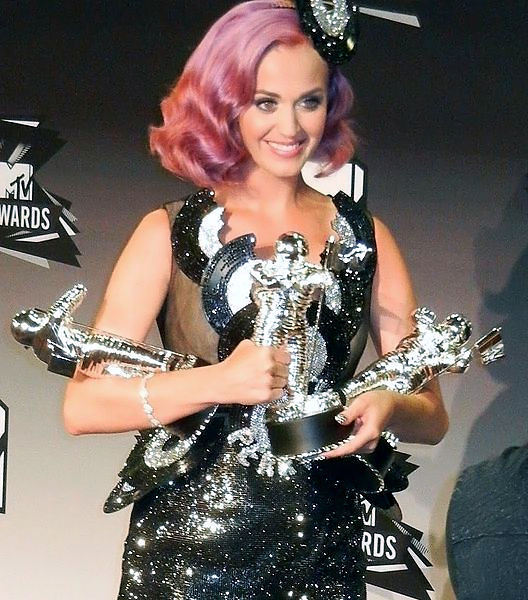
Perry durante los MTV Video Music Awards de 2011.

A lo largo de su carrera, Perry ha ganado cinco American Music Awards, catorce People's Choice Awards, seis Billboard Music Awards y cuatro Guinness World Records. En los MTV Video Music Awards ha conseguido cinco galardones. En septiembre de 2012, Billboard la llamó la «Mujer del Año». Además, Teenage Dream se convirtió en el primer álbum de una artista femenina en tener cinco números uno en la lista Billboard Hot 100. Asimismo, en 2017 fue galardonada con el premio Audrey Hepburn Humanitarian Award de la UNICEF y con el premio LGBT Advocacy Award de la Human Rights Campaign. Por otra parte, Katy ha acumulado un total de nueve canciones número uno en el Billboard Hot 100, la más reciente fue «Dark Horse». En junio de 2015, su vídeo musical «Dark Horse» se convirtió en el primer vídeo musical por una artista femenina en alcanzar mil millones de reproducciones en YouTube. Al mes siguiente, su vídeo «Roar» llegó a las mil millones de reproducciones en YouTube, convirtiéndola en la primera artista en tener múltiples vídeos con mil millones de reproducciones. Otros reconocimientos de la artista incluyen cuatro premios BMI, un premio Brit, dos NRJ Music Awards y trece nominaciones a los premios Grammy, siendo así la segunda cantante femenina con más nominaciones sin victorias.
Por otra parte, se estima que hasta septiembre de 2016, Perry ha vendido más de 34 millones de unidades de sus álbumes y 130 millones de sus canciones, lo que la convierte en una de las artistas musicales con mayores ventas de la historia. Sus sencillos «Dark Horse», «Hot N Cold», «California Gurls», «I Kissed a Girl» y «E.T.» son además algunos de los más vendidos de la historia. Igualmente, Katy ha alcanzado la primera posición del Billboard Hot 100 de los Estados Unidos en un total de nueve ocasiones, mientras que en el Billboard 200 lo ha logrado tres veces.
Perry es una de las artistas musicales más ricas; en septiembre de 2023, Forbes calculó que tenía un patrimonio neto de 340 millones de dólares, que aumentó a 350 millones de dólares en mayo del año siguiente, cuando Perry fue incluida en la lista de 2024 de la revista de «Las mujeres más ricas de América hechas a sí mismas».
El 27 de febrero de 2025 se anunció que Katy Perry formaría parte de la tripulación del Blue Origin NS-31, el undécimo vuelo espacial de Blue Origin dentro del programa New Shepard, junto con Amanda Nguyen, Aisha Bowe, Kerianne Flynn, Gayle King y Lauren Sánchez. Este será el primer vuelo espacial conformado exclusivamente por mujeres desde 1963. Se espera que el lanzamiento tenga lugar el 14 de abril de 2025.

## Discografía
| Álbum de estudio en solitario - Como Katy Hudson - 2001: Katy Hudson - Como Katy Perry - 2008: One of the Boys - 2010: Teenage Dream - 2013: Prism - 2017: Witness - 2020: Smile - 2024: 143 Álbum de estudio con The Matrix - 2009: The Matrix | Álbum en vivo - 2009: MTV Unplugged Reedición - 2012: Teenage Dream: The Complete Confection EP - 2007: Ur so Gay - 2009: The Hello Katy Australian Tour EP - 2020: Camp Katy - 2020: Scorpio SZN - 2020: Empowered - 2020: Cosmic Energy |

## Giras musicales
| Giras - 2009: Hello Katy Tour - 2011-2012: California Dreams Tour - 2014-2015: The Prismatic World Tour - 2017-2018: Witness: The Tour - 2025: The Lifetimes Tour | Residencias - 2021-2023: Play |

## Filmografía
- 2011: The Smurfs
- 2012: Katy Perry: Part of Me
- 2013: The Smurfs 2
- 2015: Katy Perry: The Prismatic World Tour
- 2016: Zoolander 2

## Fragancias
- 2010: Purr
- 2011: Meow!
- 2013: Killer Queen
- 2014: Killer Queen: Oh So Sheer
- 2014: Killer Queen: Royal Revolution
- 2015: Killer Queen: Spring Reign
- 2015: Mad Potion
- 2016: Mad Love
- 2017: INDI
- 2018: INDI VISIBLE